# Verbi georgiani
I verbi georgiani costituiscono l'argomento centrale della grammatica georgiana per via della loro eccezionale complessità, che li allontana molto dalle loro controparti indoeuropee. Tale complessità è legata ad almeno tre aspetti del sistema verbale:
- la codifica degli argomenti verbali all'interno della frase (soggetto, oggetto diretto, oggetto indiretto), tramite una peculiare sintassi dei casi;
- la codifica degli argomenti verbali sul verbo, tramite una concordanza polipersonale;
- la moltitudine di meccanismi di coniugazione e di derivazione, che avvengono tramite l'agglutinazione di numerosi morfemi.

Questa voce copre i primi due punti ed è largamente basata sulle analisi della linguista Alice Harris. Per i dettagli sui meccanismi di coniugazione e derivazione si rimanda alle quattro voci sui verbi georgiani di 1ᵃ classe, di 2ᵃ classe, di 3ᵃ classe e di 4ᵃ classe.

## Notazioni
Per facilitare la lettura, nel corso di questa voce tutte le parole e le frasi in georgiano sono accompagnate dalla loro traslitterazione ufficiale in lettere latine posta fra parentesi quadre. Nella traslitterazione delle forme verbali i morfemi sono separati con il simbolo - ; il preverbo, invece, è separato dal resto con il simbolo = . Ad esempio, la forma verbale ააშენებს "scriverà" è trascritta come [a=a-shen-eb-s], dove a= è il preverbo. Quando estrapolati dalle forme verbali, i prefissi, gli infissi e i suffissi sono riportati solo in caratteri latini.
Il simbolo * indica che la forma verbale o la frase che lo segue non è corretta dal punto di vista grammaticale o non è attestata.
Le sigle S, OD e OI indicano rispettivamente il soggetto, l'oggetto diretto e l'oggetto indiretto. In una notazione esponenziale come SOD, l'argomento all'esponente è quello iniziale e quello alla base è quello finale; un fossile viene indicato con una F alla base, ad esempio FS (per entrambe le nozioni si veda #Due livelli di relazioni grammaticali). La notazione OIV indica l'oggetto indiretto prodotto dalla versione (si veda #Versione).
Le frasi sono accompagnate da una glossa interlineare. La pluralità dei sostantivi è indicata dalla pluralità del corrispondente sostantivo italiano, mentre il caso è indicato da una sigla separata con un trattino. Ad esempio
წერილები
[ts'erilebi]
lettere-NOM
indica che il significato del sostantivo è "lettera", che è al plurale e al caso nominativo ("NOM").
Le forme verbali italiane nelle glosse interlineari sono da intendersi come traduzioni approssimative. Gli argomenti verbali finali sono resi espliciti tramite l'uso di pronomi, separati dal verbo tramite un trattino: il soggetto è posto prima della traduzione, l'oggetto diretto subito dopo e quello indiretto subito dopo quello diretto. Per convenzione, gli argomenti di III persona sono sempre indicati dal pronome italiano al maschile (il georgiano non distingue il genere). Dopo l'oggetto indiretto, una sigla indica lo screeve (si veda #Screeve); un apice indica la classe. Ad esempio,
მისწერ
[mi=s-ts'er]
egli-scriverà-lo-gli-PRES1
indica che il verbo è trivalente, con soggetto alla III singolare ("egli"), oggetto diretto alla III singolare ("lo") e oggetto indiretto anch'esso alla III singolare ("gli"); indica inoltre che il verbo è allo screeve presente ("PRES") e che appartiene alla 1ᵃ classe (apice: 1).
La forma di citazione del verbo, cioè il lemma, è tratto dallo screeve futuro nel caso della 1ᵃ e della 2ᵃ classe e dallo screeve presente nel caso della 3ᵃ e della 4ᵃ classe; in entrambi i casi la voce selezionata è quella con tutti gli argomenti verbali alla III persona singolare. Così ad esempio: (1ᵃ classe) დამალავს [da=mal-av-s] "nasconderà"; (2ᵃ classe) დაიბადება [da=i-bad-eb-a] "nascerà"; (3ᵃ classe) ლაპარაკობს [lap'arak'-ob-s] "parla"; (4ᵃ classe) უნდა [u-nd-a] "vuole".

## Generalità

### Sistema verbale e categorie grammaticali
La coniugazione del verbo georgiano comprende sia forme finite, che cioè codificano la persona e il numero, sia forme indefinite, esattamente come quella del verbo italiano. Le forme finite sono raggruppate nei cosiddetti screeve, che costituiscono grossomodo l'equivalente dei "tempi" italiani: insiemi di voci che condividono un significato temporale, aspettuale o modale e che differiscono tra loro solo per la persona e il numero (per i dettagli si veda la sezione #Screeve). Le forme indefinite comprendono invece quattro participi (attivo, futuro, perfetto e negativo) e un nome verbale, noto anche come masdar (georg. მასდარი [masdari], termine desunto dalla terminologia grammaticale araba). In molti casi un verbo è difettivo di alcune di queste forme, specialmente di quelle indefinite.
Gli screeve sono ripartiti in tre gruppi, noti come serie, nel modo che segue.
- Serie del presente/futuro (o Serie I):
  - Sottoserie del presente: presente, imperfetto, congiuntivo presente;
  - Sottoserie del futuro: futuro, condizionale, congiuntivo futuro;
- Serie dell'aoristo (o Serie II): aoristo, ottativo;
- Serie del perfetto (o Serie III): perfetto, piuccheperfetto, congiuntivo perfetto.

Il congiuntivo perfetto è ormai caduto in disuso, sostituito dal piuccheperfetto, cosicché il numero effettivo di screeve scende a dieci. Il paradigma esteso di un verbo si presenta come nella tabella che segue, che illustra le voci di გააკეთებს [ga=a-k'et-eb-s] "farà" (per rappresentare gli screeve si seleziona la voce con soggetto e oggetto entrambi alla III singolare).
|           | Screeve                       | Screeve                         | Screeve                          |                                 | Participi                         | Participi |
| Serie I   | Presente                      | Imperfetto                      | Cong. presente                   | Attivo                          | Futuro                            |           |
| --------- | ----------------------------- | ------------------------------- | -------------------------------- | ------------------------------- | --------------------------------- | --------- |
| Serie I   | აკეთებს [a-k'et-eb-s]         | აკეთებდა [a-k'et-eb-d-a]        | აკეთებდეს [a-k'et-eb-d-e-s]      | გამკეთებელი [ga=m-k'et-eb-el-i] | გასაკეთებელი [ga=sa-k'et-eb-el-i] |           |
| Serie I   | Futuro                        | Condizionale                    | Cong. futuro                     | Perfetto                        | Privativo                         |           |
| Serie I   | გააკეთებს [ga=a-k'et-eb-s]    | გააკეთებდა [ga=a-k'et-eb-d-a]   | გააკეთებდეს [ga=a-k'et-eb-d-e-s] | გაკეთებული [ga=k'et-eb-ul-i]    | გაუკეთებელი [ga=u-k'et-eb-el-i]   |           |
| Serie II  |                               | Aoristo                         | Ottativo                         | Masdar                          | Masdar                            |           |
| Serie II  | გააკეთა [ga=a-k'et-a]         | გააკეთოს [ga=a-k'et-o-s]        | (გა)კეთება [(ga=)k'et-eb-a]      | (გა)კეთება [(ga=)k'et-eb-a]     |                                   |           |
| Serie III |                               | Perfetto                        | Piuccheperfetto                  |                                 |                                   |           |
| Serie III | გაუკეთებია [ga=u-k'et-eb-i-a] | გაეკეთებინა [ga=e-k'et-eb-in-a] |                                  |                                 |                                   |           |

Nei dizionari il lemma del verbo è tipicamente costituito dalla voce del presente o del futuro che ha soggetto e oggetto alla III singolare; più raramente si utilizza il masdar. Spesso, per comodità, i verbi sono ordinati alfabeticamente rispetto alla lettera iniziale della radice e non del lemma.
Generalmente tutte le forme del paradigma sono costituite da "un'unica parola", cioè sono sintetiche. Esistono però anche alcune speciali costruzioni perifrastiche, ottenute accostando un participio a un verbo ausiliare (si veda #Forme indefinite).
Il georgiano è molto ricco di fenomeni di derivazione. Una singola radice può produrre numerose forme derivazionali, ciascuna con la sua coniugazione (per coniugazione si intende sempre e solo la formazione dei dieci/undici screeve e delle cinque forme indefinite descritte sopra). Ad esempio -ცეკვ- [-tsek'v-], con significato base di "danzare", produce აცეკვებს [a-tsek'v-eb-s] "farà danzare", აცეკვდება [a-tsek'v-d-eb-a] "comincerà a danzare", ცეკვავს [tsek'v-av-s] "danza" e ეცეკვება [e-tsek'v-eb-a] "ha voglia di danzare". Data la sistematicità di molte di queste formazioni, si possono individuare alcuni tipi derivazionali (verbi causativi, incoativi, desiderativi etc.). Un elenco esteso dei tipi derivazionali è fornito in #Classi verbali. 
Una singola forma verbale può esprimere complessivamente le seguenti categorie grammaticali:
- la persona (I, II o III) e il numero (singolare o plurale) del soggetto;
- la persona (I, II o III) e il numero (singolare o plurale) dell'oggetto diretto/indiretto (si veda #Regole di concordanza);
- la diatesi (attiva, passiva);
- il tempo (presente, passato, futuro);
- l'aspetto (imperfettivo o perfettivo, abituale o non abituale);
- il modo (indicativo, congiuntivo, ottativo, condizionale, imperativo);
- la causatività;
- l'evidenzialità, cioè il carattere di un'azione che il parlante riconosce sulla base dei suoi risultati o tramite un processo deduttivo, senza avervi assistito;
- la direzione (salita, discesa, ingresso, uscita, attraversamento, assenza di direzione) e l'orientazione (avvicinamento al parlante o allontanamento dal parlante).
- la versione (georg. ქცევა [ktseva]), cioè una particolare sfumatura nella relazione tra soggetto e oggetto indiretto, che può essere benefattiva, possessiva o superessiva (si veda #Versione).

Molti verbi irregolari sono suppletivi, nel senso che fanno uso di radici diverse in contesti diversi. Un verbo può essere suppletivo:
- rispetto allo screeve (ad es. pres. ამბობს [amb-ob-s] "dice", fut. იტყვის [i-t'q'v-i-s], aor. თქვა [tkv-a]);
- rispetto al numero del soggetto (ad es. დაჯდება [da=jd-eb-a] "si siederà" e დასხდებიან [da=skhd-eb-i-an] "si siederanno");
- rispetto al numero dell'oggetto diretto (ad es. გადააგდებს [gada=a-gd-eb-s] "lancerà (un oggetto singolo)" e გადაყრის [gada=q'r-i-s] "lancerà (una pluralità di oggetti)").

Il primo caso è il più comune, mentre i verbi suppletivi rispetto al numero sono molto pochi.
In alcuni casi i verbi si presentano a coppie a seconda dell'animatezza dei propri argomenti - anche in questo caso, quella del soggetto (ad es. წევს [ts'ev-s] "(qcn.) giace" vs. დევს [dev-s] "(qcs.) giace") o quella dell'oggetto diretto (ad es. დაბანს [da=ban-s] "laverà (qcn.)" vs. გარეცხავს [ga=retskh-av-s] "laverà (qcs.)").
Esistono infine un certo numero di verbi di cortesia, usati solo nel registro formale, che vanno a sostituire i verbi comuni come "essere", "andare", "dire" e simili (ad es. არის [a-r-i-s] "è" → გახლავთ [g-a-khl-av-t] lett. "è presente a voi"; შემოვა [shemo=va] "entrerà" → შემობრძანდება [shemo=brdzan-d-eb-a], dove la radice brdzan- ha significato base di "comandare").

### Screeve
Screeve è la trascrizione del termine მწკრივი [mts'k'rivi] "fila", introdotto nel suo significato grammaticale dal linguista georgiano Ak'ak'i Shanidze.
Gli screeve, nel complesso, codificano informazioni sul tempo, sull'aspetto e sul modo dell'azione, ma lo fanno più liberamente rispetto ai "tempi" di molte lingue europee. Uno screeve può infatti avere un significato aspettuale/modale senza averne uno temporale.
Gli screeve con un chiaro significato temporale sono il presente, il futuro, l'imperfetto e l'aoristo. Gli ultimi due si riferiscono entrambi al passato: il primo a un'azione continuata o abituale, il secondo a un'azione puntuale. Le seconde persone dell'aoristo funzionano anche da imperativo.
Il perfetto ha, nella maggior parte dei casi, un significato evidenziale; indica cioè la deduzione nel presente di un fatto passato, a cui non si ha assistito direttamente.
I due congiuntivi sono usati nelle protasi dei periodi ipotetici della possibilità: il primo si riferisce a una condizione presente, il secondo a una condizione futura. Se invece il periodo ipotetico è dell'irrealtà, la protasi va al piuccheperfetto. In entrambi i casi l'apodosi va al condizionale.
L'ottativo, infine, è uno screeve quasi esclusivamente modale. Assieme al piuccheperfetto, è utilizzato soprattutto nelle subordinate rette da verbi che indicano desiderio, intenzione, necessità o possibilità (il verbo va al piuccheperfetto se la reggente è in un tempo passato e all'ottativo altrimenti).

### Forme indefinite
La natura delle cinque forme indefinite è molto più nominale che verbale. Sia il masdar che i participi si declinano e possono essere seguiti da posposizioni, comportandosi l'uno come un sostantivo e gli altri come aggettivi, ma non possono mai prendere un complemento oggetto. L'oggetto diretto della forma finita diventa un complemento di specificazione al GEN della forma indefinita. Ad esempio, nella frase
დათვის მოკვლა ამ ტყეში აკრძალულია
[datvis mok'vla am tq'eshi ak'rdzaluli-a]
orso-GEN uccidere-NOM questa foresta-in vietato-egli-è-PRES2
"Uccidere orsi è vietato in questa foresta",
l'espressione evidenziata contiene il masdar di მოკლავს [mo=k'l-av-s] "ucciderà" e significa letteralmente "l'uccidere/l'uccisione dell'orso". Non esiste in georgiano un corrispondente di "uccidere l'orso".
Anche gli altri argomenti verbali non possono essere espressi direttamente: il soggetto di un verbo intransitivo va anch'esso al GEN, mentre quello di un verbo transitivo è espresso dalla posposizione mier "da (parte di)"; l'oggetto indiretto è espresso da -tvis "per" (si applicano cioè le regole sul declassamento a fossile, illustrate più avanti in #Due livelli di relazioni grammaticali).
Il masdar indica generalmente l'atto di fare qualcosa; in molti casi, oltre a tale significato fattivo, ne ha anche uno più astratto. Così ad esempio რწმენა [rts'mena] (da სწამს [s-ts'am-s] "crede") significa sia "(l'atto/il fatto di) credere" sia "credenza"; ტყუილი [t'q'uili] (da ტყუის [t'q'u-i-s] "mente") significa sia "(l'atto/il fatto di) mentire" sia "menzogna", e così via.
Il participio attivo indica la proprietà di essere l'esecutore dell'azione. Talvolta viene chiamato anche participio presente attivo, sebbene non implichi alcun riferimento temporale; ciò è illustrato anche nell'esempio che segue, dove il verbo è all'aoristo e l'azione espressa dal participio è anteriore nel passato:
იპოვა თავისი გამზრდელი კოჭლი ირემი
[i-p'ov-a tavisi gamzrdeli k'och'li iremi]
egli-trovò-lo-AOR1 di-se-stesso crescente zoppo cervo-NOM
"Trovò il cervo zoppo che lo aveva cresciuto".
In molti casi il participio viene sostantivato e diventa a tutti gli effetti un nomen agentis: ad esempio (ტელე)მაყურებელი [(t'ele)maq'urebeli] "(tele)spettatore" (da უყურებს [Ø=u-q'ur-eb-s] "guarderà"), მსმენელი [msmeneli] "ascoltatore" (da მოისმენს [mo=i-smen-s] "ascolterà") etc.
Il participio perfetto ha uso e significato simili al participio passato italiano. Corrisponde a un'espressione come "che è stato fatto" se il verbo è transitivo (ad es. დაწერილი [dats'erili] "scritto") oppure "che ha fatto" se è intransitivo (ad es. მოსული [mosuli] "arrivato"). Come in italiano, viene spesso sostantivato: ad esempio ნაყინი [naq'ini] "gelato" (da გაყინავს [ga=q'in-av-s] "congelerà"), წერილი [ts'erili] "lettera" (da დაწერს [da=ts'er-s] "scriverà") etc.
Il participio privativo è sostanzialmente la forma negativa del participio perfetto; significa "che non è stato fatto" se il verbo è transitivo (ad es. დაუწერილი [dauts'erili] "non scritto") o "che non ha fatto" se è intransitivo (ad es. მოუსვლელი [mousvleli] "che non è venuto"). Talvolta assume un connotato potenziale, con un significato simile a "infattibile" (ad es. მოურჩენელი [mourcheneli] "incurabile"). Il participio privativo al caso AVV viene impiegato per esprimere una subordinata esclusiva, come nell'esempio che segue
მისი წერილის წაუკითხავად მე შენ ვერ გიპასუხებ
[misi ts'erilis ts'auk'itkhavad me shen ver g-i-p'asukh-eb]
sua lettera-GEN non-letto-AVV io-NOM tu-DAT non-potere io-risponderò-ti-FUT3
"Senza aver letto la sua lettera non potrò risponderti".
Il participio futuro (talvolta chiamato anche futuro passivo, sebbene la sfumatura passiva non sia sempre presente) corrisponde alle nozioni di "che ha lo scopo di fare" (ad es. გასაღები [gasaghebi] "chiave", lett. "che ha lo scopo di aprire") o di "che deve essere fatto" (ad es. საჭმელი [sach'meli] "cibo", lett. "che deve essere mangiato"); è quindi molto simile al gerundivo latino. Particolare importanza riveste il participio futuro al caso AVV, che svolge due funzioni:
- esprimere una frase finale in forma implicita (quando il soggetto della principale e quello della subordinata coincidono), ad esempio[24]
ლენინმა ეს კალამი გამოიყენა მაგ წერილის დასაწერად
[leninma es k'alami gamo=i-q'en-a mag ts'erilis dasats'erad]
Lenin-ERG questa penna-NOM egli-usò-lo-AOR1 quella lettera-GEN per-scrivere-AVV
"Lenin usò questa penna per scrivere quella lettera";
- rendere espressioni come "facile a farsi", "difficile a farsi" e simili, ad esempio[25]
ეს გველი ძნელია მოსაკლავად
[es gveli dznelia mosak'lavad]
questo serpente-NOM difficile-egli-è-PRES2 per-uccidere-AVV
"Questo serpente è difficile da uccidere".

Usando i participi si costruiscono tre tipi di perifrasi:
- il passivo analitico (o perifrastica passiva) (participio perfetto + "essere"/"diventare"), ad esempio გაკეთებული არის/იქნა [gak'etebuli aris/ikna] "è/venne fatto";
- il resultativo (participio perfetto + "avere"/"essere"), ad esempio გაკეთებული აქვს [gak'etebuli akvs] "(nel presente risulta che) ha fatto"
- la perifrasi di obbligatorietà (participio futuro + "avere"/"essere"), ad esempio გასაკეთებელი არის/აქვს [gasak'etebeli aris/akvs] "deve essere fatto/deve fare".

Ciascuna perifrasi ha a sua volta dieci/undici screeve, ottenuti coniugando il verbo ausiliare.

## Argomenti e sintassi dei casi

### L'analisi tradizionale e i suoi limiti
Il significato del verbo georgiano è completato da tre possibili argomenti: il soggetto, l'oggetto diretto e l'oggetto indiretto, che nel corso di questa voce sono abbreviati come S, OD e OI rispettivamente. Sebbene i casi in cui i tre argomenti vengono espressi siano a loro volta tre - il nominativo, il dativo e l'ergativo, da qui in poi abbreviati in NOM, DAT e ERG rispettivamente -, non c'è corrispondenza biunivoca tra argomento e caso.
L'uso dei casi è innanzitutto sensibile alla serie dello screeve del verbo. Ad esempio, si consideri la frase che segue, che contiene un verbo al presente (serie I):
გლეხი თესავს სიმინდს
[glekhi tes-av-s siminds]
contadino-NOM egli-semina-lo-PRES1 grano-DAT
"Il contadino semina il grano".
Volgendo il verbo all'aoristo (serie II) e spostando quindi l'azione nel passato, si ottiene:
გლეხმა დათესა სიმინდი
[glekhma da=tes-a simindi]
contadino-ERG egli-seminò-lo-AOR1 grano-NOM
"Il contadino seminò il grano".
Volgendola invece al perfetto (serie III), che è caratterizzato da una sfumatura evidenziale, si ottiene:
გლეხს დაუთესავს სიმინდი
[glekhs da=u-tes-av-s simindi]
contadino-DAT egli-apparentemente-semina-gli-PERF1 grano-NOM
"Il contadino ha apparentemente seminato il grano".
Come si vede, il sostantivo გლეხი [glekhi] "contadino", che nella traduzione italiana è sempre il soggetto della frase, è espresso ogni volta da un caso diverso: NOM nella serie I, ERG nella serie II e DAT nella serie III. Similmente, სიმინდი [simindi] "grano" va al DAT nella serie I e al NOM nelle serie II e III.
Il quadro si complica ancora di più estendendo l'analisi a tutti i verbi georgiani. L'uso dei casi di დათესავს [da=tes-av-s] "seminerà" è in effetti solo uno di quattro possibili modelli. A ogni modello la grammatica tradizionale fa corrispondere una classe verbale; per ogni classe, essa assegna ai casi i ruoli di S, OD e OI nel modo illustrato dalla tabella che segue.
|                          | Soggetto | Ogg.diretto | Ogg.indiretto |
| ------------------------ | -------- | ----------- | ------------- |
| 1ª/3ª classe Serie I     | NOM      | DAT/×       | DAT           |
| 1ª/3ª classe Serie II    | ERG      | NOM/×       | DAT           |
| 1ª/3ª classe Serie III   | DAT      | NOM/×       | -tvis*        |
| 2ª classe Serie I/II/III | NOM      | ×           | DAT           |
| 4ª classe Serie I/II/III | DAT      | NOM         | ×             |

* -tvis "per" è una posposizione con significato benefattivo, che regge il GEN.
Il verbo "seminare" degli esempi precedenti è di 1ª classe. I verbi di 3ª classe differiscono da quelli di 1ª classe perché generalmente non hanno l'"oggetto diretto" (come indicato dal simbolo × in tabella); la 2ª e la 4ª classe differiscono dalla 1ª e dalla 3ª perché non usano mai l'ERG. La differenza interna fra la 2ª e la 4ª classe, invece, è più sottile.
Sempre secondo l'analisi tradizionale, i verbi di 4ª classe sono soggetti a inversione (georg. ინვერსია [inversia]), cioè a una dissociazione fra il soggetto logico al DAT e il soggetto grammaticale al NOM - similmente all'italiano "mi piace" o "mi sembra", dove il soggetto logico è "io" e quello grammaticale è "la cosa che piace/sembra"; ad esempio
გოგოს ანა უყვარს
[gogos ana u-q'var-s]
Gogo-DAT Anna-NOM egli-è-amore-gli-PRES4
"Gogo ama Anna".
Il risultato è simile alle costruzioni dativali di altre lingue europee: oltre ai già citati "mi sembra" e "mi piace", l'inglese it seems to me ("mi sembra"), il tedesco mir gefällt ("mi piace"), il russo мне нравится ("mi piace") o anche il latino mihi est ("ho"). A differenza di tutti questi esempi, tuttavia, il verbo georgiano a sintassi invertita concorda solitamente con la pluralità del soggetto logico al DAT e non con quella del soggetto grammaticale al NOM (come se in italiano si dicesse *"A Luca e Lucia piacciono lo studio"). Questo fenomeno, che si verifica anche nella serie III dei verbi di 1ª e 3ª classe, non avviene mai nei verbi di 2ª classe, dove la concordanza al plurale è sempre e solo con l'argomento al NOM.
È cruciale sottolineare che l'esistenza di quattro modelli distinti di sintassi è un fatto oggettivo e intrinseco della struttura del georgiano; al contrario, la corrispondenza che viene tracciata di volta in volta fra casi e argomenti è frutto di un'interpretazione, che a ben vedere è tutt'altro che ovvia. Nelle lingue europee, ad esempio, ci sono almeno tre parametri che puntano univocamente al "soggetto": la nozione intuitiva di ciò che è al centro dell'azione, la concordanza con il verbo ed eventualmente il caso nominativo. Nel georgiano gli stessi tre parametri rimandano ad elementi diversi all'interno della frase. L'analisi tradizionale individua il soggetto come il centro dell'azione, ma perde l'univocità del caso (che, come mostra la tabella, può essere sia NOM, sia ERG, sia DAT) e l'univocità della concordanza. Tutte queste anomalie hanno portato alcuni linguisti ad affermare che la nozione stessa di "soggetto" non è adeguata per il georgiano e che andrebbe rigettata completamente.
Oltre alle difficoltà appena descritte, l'analisi tradizionale non risolve il problema centrale della sintassi georgiana: stabilire quale sia l'allineamento morfosintattico. Al di fuori della serie II, esso è essenzialmente nominativo-accusativo. La serie II, invece, è stata spesso descritta come un sistema ergativo-assolutivo, basandosi sullo schema dei casi delle classi 1ª e 2ª - da qui anche l'uso del termine "ergativo" per il caso che le grammatiche georgiane chiamano მოთხრობითი [motkhrobiti] "narrativo". 
|                          | Soggetto         | Ogg.diretto      |
| ------------------------ | ---------------- | ---------------- |
| 1ª classe (transitivi)   | ERG (ergativo)   | NOM (assolutivo) |
| 2ª classe (intransitivi) | NOM (assolutivo) | -                |

Il limite di questo punto di vista è che i verbi di 3ª classe, pur essendo intransitivi, utilizzano ERG e non NOM per marcare il soggetto; l'intera 3ª classe deve quindi essere trattata come un'eccezione.
Nel resto di questa sezione viene presentata l'analisi della linguista americana Alice Harris, che si discosta in parte da quella tradizionale e fa uso di nozioni della grammatica relazionale; tale analisi è adottata anche nel resto di questa voce. Secondo questo approccio, l'allineamento della serie II non è ergativo-assolutivo, ma attivo-inattivo.

### Due livelli di relazioni grammaticali
L'inusuale sintassi dei casi georgiana si spiega più facilmente assumendo l'esistenza di due livelli di relazioni grammaticali, uno iniziale e uno finale. Si passa dal livello iniziale a quello finale tramite una qualche costruzione che cambia le relazioni fra i costituenti della frase. 
Per chiarire questa nozione, si consideri la frase italiana "Luca e Mario mangiano una torta" (livello iniziale), in cui "Luca e Mario" è soggetto e "una torta" è oggetto diretto. Applicando ad esempio la costruzione passiva si ottiene "Una torta è mangiata da Luca e Mario" (livello finale), in cui "una torta" è diventato il soggetto e "Luca e Mario" è diventato il complemento d'agente "da Luca e Mario". In particolare, "una torta" è un OD iniziale e un S finale; "Luca e Mario" è un S iniziale e un complemento d'agente finale. 
Ciò che avviene in georgiano è che, nel complesso, l'uso dei casi e la concordanza verbale tengono conto sia delle relazioni iniziali sia di quelle finali. Così, ad esempio, un sostantivo che sia soggetto finale ma oggetto diretto iniziale è caratterizzato diversamente da un sostantivo che fosse anche soggetto iniziale. Tutto ciò è in netto contrasto con le lingue europee, compreso l'italiano, in cui la concordanza verbale e l'eventuale uso dei casi si basa solo sulle relazioni finali: così nell'esempio precedente, dove il verbo "è mangiata" concorda con il genere femminile e con il numero singolare di "una torta" e non con il genere maschile e/o il numero plurale di "Luca e Mario" (non si hanno cioè frasi del tipo *"una torta è mangiato/sono mangiate/sono mangiati da Luca e Mario").
I singoli costituenti della frase possono essere divisi in due gruppi:
- gli argomenti (S, OD, OI), che variano in numero a seconda della valenza del verbo e ne completano il significato;
- i circostanziali, ossia tutte quelle componenti che, se tolte, lasciano una frase di senso compiuto.

In georgiano gli argomenti sono espressi sempre e solo dai tre casi retti, ossia NOM, DAT e ERG. Tutti gli altri casi e tutte le posposizioni esprimono sempre e solo dei circostanziali (in particolare, secondo questa analisi, il sostantivo che prende la posposizione -tvis nella serie III dei verbi di 1ᵃ e 3ᵃ classe non è OI, ma è un circostanziale).
In un dato livello possono esistere al più un S, al più un OD e al più un OI. Di conseguenza, quando una costruzione promuove un sostantivo al ruolo di un argomento che era già espletato da un altro sostantivo, quest'ultimo viene declassato a un particolare tipo di circostanziale, il fossile (ing. chômeur). Nell'esempio italiano precedente, la promozione di "una torta" a S determina il declassamento di S iniziale, "Luca e Mario", al fossile "da Luca e Mario".
Nel caso del georgiano, il declassamento a fossile interviene soprattutto negli screeve invertiti e nelle forme indefinite (masdar e participi). Esso avviene regolarmente come illustrato nella tabella che segue.
| Fossile di: | Fossile di:           | Esito       |
| ----------- | --------------------- | ----------- |
| S           | di verbo transitivo   | GEN + mier  |
| S           | di verbo intransitivo | GEN         |
| OD          | OD                    | GEN         |
| OI          | OI                    | GEN + -tvis |

La regola sul declassamento a fossile è una delle uniche due regole della grammatica georgiana a essere effettivamente ergativa, nel senso che tratta in un modo S transitivo (mier) e in un altro S intransitivo e OD (GEN); l'altra regola riguarda la sintassi dei causativi (si veda #Verbi di 1ª classe).
Nel seguito di questa voce si utilizza una notazione esponenziale per indicare il ruolo iniziale di un sostantivo. Ad esempio, SOD indica un S finale che è OD iniziale. Similmente, la notazione FS indica il fossile di un S iniziale; analogamente per FOD e FOI.

### L'ipotesi inaccusativa
L'analisi di Harris si basa sulla ripartizione dei verbi georgiani in tre famiglie: i transitivi, gli intransitivi inergativi e gli intransitivi inaccusativi.
La differenza fra inergativi e inaccusativi è innanzitutto semantica. I primi sono caratterizzati da un soggetto che mette in atto l'azione, che cioè è un agente; esempi di verbi di questo tipo sono "lavorare", "combattere", "parlare". I secondi hanno un soggetto che non ha un'influenza attiva sull'azione, che cioè è un paziente; esempi di verbi di questo tipo sono "essere", "morire", "cadere", "crescere".
Questa distinzione si rispecchia nel repertorio di relazioni iniziali di ciascuna famiglia, che può essere schematizzato come segue (ignorando l'oggetto indiretto, che non è discriminante).
| Relazioni iniziali         | Tipo                          |
| -------------------------- | ----------------------------- |
| Soggetto e Oggetto diretto | (1) Transitivo                |
| Soggetto                   | (2) Intransitivo inergativo   |
| Soggetto e Oggetto diretto | (3) Intransitivo inaccusativo |

Il fatto che i verbi inaccusativi non abbiano un S iniziale, ma abbiano solo un OD iniziale costituisce la cosiddetta "ipotesi inaccusativa". Una tale configurazione non figura in nessuna frase reale del georgiano (essa è cioè inammissibile a livello finale).
Per sopperire a questo paradosso si introduce la prima costruzione grammaticale, l'inaccusativo: se in un livello di relazioni S è assente e OD è presente, OD viene obbligatoriamente promosso a S.
Inaccusativo: OD → S (S iniziale assente)
Complementare all'inaccusativo è la costruzione del passivo. Anche quest'ultima promuove OD a S, ma questa volta in presenza di un S iniziale, che viene declassato a fossile (esattamente come nella diatesi passiva italiana, come mostrato nell'esempio della sezione precedente: "Luca mangia una mela" → "Una mela è mangiata da Luca"). Al contrario dell'inaccusativo, il passivo è facoltativo.
Passivo: OD → S (S iniziale presente)
La terza e ultima costruzione essenziale per comprendere la sintassi georgiana è l'inversione. Quest'ultima, piuttosto che come uno scambio di ruoli fra soggetto e oggetto, come veniva intesa nell'analisi tradizionale, viene reinterpretata come il declassamento di S a OI. L'inversione scatta per via di due distinte sfumature semantiche: in un caso, il fatto che il verbo esprima un'emozione o uno stato d'animo del soggetto; nell'altro, l'evidenzialità dell'azione, che in italiano è veicolata da espressioni come "sembra che", "apparentemente" etc. In quest'ultimo caso, l'inversione si può applicare solo a un S iniziale (che non sia cioè a sua volta il prodotto di un'altra costruzione).
Inversione: S → OI (se evidenziale, solo a S iniziale)
Queste tre regole permettono di caratterizzare esaustivamente le quattro classi verbali tradizionali.

#### Analisi delle classi verbali
I verbi di 1ª classe sono per la maggior parte transitivi (tipo 1); hanno cioè S e OD iniziali e possibile OI iniziale. Le relazioni rimangono le stesse a livello finale sia nella serie I che nella serie II. Nella serie III invece si applica l'inversione, indotta dal carattere evidenziale dell'azione, per cui S viene declassato a OI e l'eventuale OI iniziale viene declassato a fossile. Poiché il soggetto manca, si applica l'inaccusativo e OD viene promosso a S.
I verbi di 3ª classe sono quasi tutti inergativi (tipo 2); hanno cioè S iniziale e possibile OI iniziale. Le relazioni finali sono diverse solo nella serie III, in cui però si applica solo l'inversione, poiché OD solitamente manca (se OD era presente si applica anche l'inaccusativo come nella 1ª classe).
Alla 2ª classe si possono ascrivere, oltre a tutte le forme sintetiche, anche i passivi analitici (come გაკეთებული არის [gak'etebuli aris] "è fatto"), che hanno la stessa sintassi finale.
- I verbi sintetici sono inaccusativi (tipo 3), hanno cioè OD iniziale e possibile OI iniziale. L'OD viene promosso a S tramite l'inaccusativo in tutte e tre le serie; ciò impedisce il verificarsi dell'inversione nella serie III, poiché l'S a cui si applicherebbe è già il prodotto di un'altra costruzione.
- I verbi analitici sono transitivi (tipo 1), nel senso che il loro livello iniziale di relazioni è costituito dal livello iniziale del verbo di 1ª classe dal quale si formano. In questo caso OD viene promosso a S a causa non dell'inaccusativo, ma del passivo. Nella serie III l'inversione non si verifica per lo stesso motivo per cui non avviene nei verbi sintetici: l'S a cui si applicherebbe è già il prodotto di un'altra costruzione.

La 4ª classe comprende sia verbi transitivi (tipo 1) sia verbi inergativi (tipo 2). I primi hanno S e OD iniziali, i secondi solo S. In entrambi i casi, la sfumatura semantica è quella di un'emozione o di uno stato d'animo, che fa scattare l'inversione: S viene declassato a OI. Nei verbi di tipo 1 interviene anche l'inaccusativo, che promuove OD a S. L'inversione non può applicarsi una seconda volta nella serie III: nei verbi di tipo 1, S è il prodotto dell'inaccusativo; nei verbi di tipo 2, non c'è alcun S a cui si possa applicare.
|                            | Argomenti iniziali | Argomenti iniziali | Costruzioni                   |
| S                          | OD                 |                    | Costruzioni                   |
| -------------------------- | ------------------ | ------------------ | ----------------------------- |
| 1ª classe                  | *                  | *                  | Serie III S → OI, OD → S      |
| 2ª classe (sintetici)      |                    | *                  | Serie I/II/III OD → S         |
| 2ª classe (analitici)      | *                  | *                  | Serie I/II/III OD → S         |
| 3ª classe                  | *                  |                    | Serie III S → OI              |
| 4ª classe (trans. iniz.)   | *                  | *                  | Serie I/II/III S → OI, OD → S |
| 4ª classe (intrans. iniz.) | *                  |                    | Serie I/II/III S → OI         |

### Uso dei casi
Come anticipato, il georgiano manifesta un duplice allineamento morfosintattico. Nelle serie I e III l'allineamento è di tipo nominativo-accusativo:
- S finale va al NOM;
- OD finale e OI finale vanno al DAT.

Le regole sull'uso dei casi sono quindi basate unicamente sulle relazioni finali, come nella maggior parte delle lingue del mondo. Di conseguenza gli inergativi e gli inaccusativi sono trattati allo stesso modo.
Nelle serie II l'allineamento è di tipo attivo-inattivo:
- S iniziale che sia anche S finale va all'ERG;
- OD iniziale che sia un argomento finale va al NOM;
- OI finale va al DAT.

In questo caso le regole per l'uso dei casi che marcano S e OD tengono conto delle relazioni iniziali. Esse sono quindi sensibili alla distinzione tra verbi inergativi e inaccusativi. Diverso è il caso della regola per OI, che si basa solo sul livello finale.
Le cinque regole appena elencate, assieme alle regole sui fossili, determinano completamente la sintassi di ciascuna classe verbale. Essa è descritta nella tabella che segue; laddove le relazioni iniziali siano diverse dalle relazioni finali, ciò è stato indicato tramite la notazione esponenziale.
|                   |                   | Argomenti finali | Argomenti finali | Argomenti finali | Fossili               |
| Soggetto          | Ogg. diretto      | Ogg. indiretto   |                  |                  | Fossili               |
| ----------------- | ----------------- | ---------------- | ---------------- | ---------------- | --------------------- |
| 1ᵃ/3ᵃ classe      | I serie           | NOM              | DAT              | DAT              |                       |
| 1ᵃ/3ᵃ classe      | II serie          | ERG              | NOM              | DAT              |                       |
| 1ᵃ/3ᵃ classe      | III serie         | (SOD) NOM        |                  | (OIS) DAT        | (FOI) GEN + -tvis     |
| 2ᵃ classe (sint.) | 2ᵃ classe (sint.) | (SOD) NOM        |                  | DAT              |                       |
| 2ᵃ classe (anal.) | 2ᵃ classe (anal.) | (SOD) NOM        |                  | DAT*             | (FS trans) GEN + mier |
| 4ᵃ classe         | 4ᵃ classe         | (SOD) NOM        |                  | (OIS) DAT        |                       |

* In alcune situazioni si ha OI → FOI e si trova GEN + -tvis (si veda #Passivi).

## Morfemi
Il meccanismo di coniugazione del verbo georgiano coinvolge un gran numero di morfemi, che si susseguono prima e dopo la radice, come descritto nella tabella che segue.
|    | Morfema                            | Morfema                                                     | Morfema                                     | Categorie espresse              |
| -- | ---------------------------------- | ----------------------------------------------------------- | ------------------------------------------- | ------------------------------- |
| -3 | Preverbo                           | mi-, a-, cha-, she-, ga-, gada-, ts'a-, da-                 | mi-, a-, cha-, she-, ga-, gada-, ts'a-, da- | Direzione/orientazione, aspetto |
| -3 | Preverbo                           | mo-                                                         |                                             | Direzione/orientazione, aspetto |
| -2 | Marcatore personale (prefissale)   | v-, (kh-), m-, g-, gv-                                      | v-, (kh-), m-, g-, gv-                      | Persona, numero                 |
| -2 | Marcatore personale (prefissale)   | h-, s-                                                      |                                             | Persona, numero                 |
| -1 | Vocale preradicale                 | a-, e-, i-, u-                                              | a-, e-, i-, u-                              | Diatesi, tempo, versione        |
| 0  | Radice                             |                                                             |                                             | (Significato di base)           |
| 1  | Marcatore passivo                  | -d                                                          | -d                                          | Diatesi passiva                 |
| 2  | Suffisso tematico                  | -eb, -ob, -am, -av, -i                                      | -eb, -ob, -am, -av, -i                      | Tempo, modo                     |
| 3  | Marcatore causativo                | -in, -evin                                                  | -in, -evin                                  | Causatività                     |
| 3  | Marcatore causativo                | -eb                                                         |                                             | Causatività                     |
| 4  | Marcatore dell'imperfetto          | -d, -od, (-in)                                              | -d, -od, (-in)                              | Tempo, modo                     |
| 5  | Marcatore dello screeve            | -a, -e, -i, -o                                              | -a, -e, -i, -o                              | Tempo, modo                     |
| 6  | Marcatore personale (suffissale) → | Marcatore di III persona -s, -a, -o -en, -an, -nen, -n, -es | Verbo ausiliare -var, -khar                 | Persona, numero                 |
| 6  | Marcatore personale (suffissale) → | Marcatore di III persona -s, -a, -o -en, -an, -nen, -n, -es | Marcatore plurale -t                        | Persona, numero                 |

Le caselle della tabella possono essere pensate come degli slot riempiti dagli esponenti della rispettiva famiglia di morfemi. In questo senso, ad esempio, lo slot della vocale preradicale si trova subito prima della radice e può essere riempito da una delle vocali elencate, o essere vuoto. Per mettere in evidenza uno slot vuoto nell'analisi di una forma verbale è prassi utilizzare il simbolo Ø.
Non esistono forme verbali con tutti e dieci gli slot riempiti, poiché la presenza di alcuni morfemi preclude automaticamente la presenza di altri. Ad esempio, una forma verbale con il marcatore passivo -d [1] non potrà avere anche il marcatore causativo -(ev)in [3] e viceversa. Nel caso più importante, che è quello dei marcatori personali suffissali [6], questo fatto è stato messo in evidenza accostando le caselle orizzontalmente: il marcatore della III persona esclude sia il verbo ausiliare sia il suffisso plurale, e viceversa.
Nonostante le mutue esclusioni, l'accumulo di morfemi può dare adito a forme verbali molto lunghe. Un esempio potrebbe essere il seguente,
გაგიკეთებინებივარ
ga= i g- i i- i k'et i -eb i -ineb i -i i -var
i-3 ii -2 i -1 iii 0 iiii 2 iiiiii 3 iiii 5 iii 6
"me lo hai apparentemente fatto fare"
dal perfetto di გააკეთებინებს [ga=a-k'et(-)eb-in-eb-s] "farà fare", causativo di გააკეთებს [ga=a-k'et-eb-s] "farà".
D'altra parte è anche possibile che tutti gli slot siano vuoti, poiché in certi casi la sola radice verbale è una forma di senso compiuto (ad esempio in წერ [ts'er] "scrivi").

### Tema e circonfissi
Il verbo georgiano dispone sia di una struttura preradicale che di una struttura postradicale, le quali, nelle forme finite, sono coinvolte entrambe nella marcatura della persona (come mostra la tabella precedente). Come conseguenza, la ripartizione del complesso verbale in tema e desinenza tipica delle lingue indoeuropee non è adeguata per descrivere il funzionamento del verbo georgiano. Ad essa si preferisce la ripartizione in:
- tema, costituito dai morfemi [-3] e [-1 ― 3];
- circonfisso, costituito dai morfemi [-2] e [4 ― 6], cioè dai marcatori personali, dal marcatore dell'imperfetto e dal marcatore dello screeve.

Il tema identifica la serie o la sottoserie di screeve. Un verbo ha quindi generalmente quattro temi:
1. un tema del presente per la serie I (sottoserie del presente)
2. un tema del futuro per la serie I (sottoserie del futuro);
3. un tema dell'aoristo per la serie II;
4. un tema del perfetto per la serie III.

Da questo schema si discostano solo i verbi di 1ᵃ classe, che al piuccheperfetto usano il tema dell'aoristo o, in alcuni casi, un quinto tema diverso da tutti gli altri (si veda Verbi georgiani di 1ᵃ classe#Piuccheperfetto).
Il circonfisso svolge funzioni analoghe a quelle delle desinenze del verbo indoeuropeo, ossia:
1. identifica lo screeve all'interno della serie individuata dal tema;
2. identifica la persona e il numero degli argomenti verbali.

La seconda funzione è svolta quasi esclusivamente dai marcatori personali [-2] e [6] (come descritto in #Regole di concordanza). La prima funzione, al contrario, è svolta congiuntamente da tutti e quattro i morfemi del circonfisso.
L'attribuzione di un morfema al tema non è sempre univoca. La vocale preradicale [-1], ad esempio, può essere considerata parte del circonfisso in alcuni schemi di marcatura dell'oggetto indiretto; lo stesso fenomeno può interessare il preverbo [-3], che può variare in relazione alla persona dell'oggetto indiretto (per un'analisi di entrambi i casi, si veda #Marcatura dell'oggetto (gruppo m-)).
Per illustrare il meccanismo di coniugazione, si riportano le voci dello screeve condizionale di გააკეთებს [ga=a-k'et-eb-s] "farà", con OD alla IIIs. Il tema del futuro è ga=a-k'et-eb-, riportato in nero; a questo si aggiungono i circonfissi riportati nelle colonne di sinistra ed evidenziati in blu nelle voci stesse (i marcatori personali all'interno dei circonfissi sono evidenziati in grassetto).
|     | Singolare  | Singolare                        | Plurale      | Plurale                             |
| --- | ---------- | -------------------------------- | ------------ | ----------------------------------- |
| I   | v ⎯⎯⎯⎯ d-i | გავაკეთებდი [ga-v-a-k'et-eb-d-i] | v ⎯⎯⎯⎯ d-i-t | გავაკეთებდით [ga-v-a-k'et-eb-d-i-t] |
| II  | v ⎯⎯⎯⎯ d-i | გააკეთებდი [ga-a-k'et-eb-d-i]    | v ⎯⎯⎯⎯ d-i-t | გააკეთებდით [ga-a-k'et-eb-d-i-t]    |
| III | v ⎯⎯⎯⎯ d-a | გააკეთებდა [ga-a-k'et-eb-d-a]    | v ⎯⎯⎯⎯ d-nen | გააკეთებდნენ [ga-a-k'et-eb-d-nen]   |

### Caratteristiche dei principali morfemi

#### Radice
La radice verbale può estendersi da un singolo fonema (ad esempio in შეაქებს [she=a-k-eb-s] "loderà") a un massimo di quindici fonemi (nel verbo წინასწარმეტყველებს [ts'inasts'armet'q'vel-eb-s] "profetizza"). La forma più comune è però quella sillabica, costituita cioè da una o più consonanti, seguite da una singola vocale e poi di nuovo da una o più consonanti: ააშენებს [a=a-shen-eb-s] "costruirà", მოირბენს [mo=i-rben-s] "correrà (verso qui)", უყვარს [u-q'var-s] "ama" etc.
L'aspetto della radice influenza la coniugazione. A tal proposito, si distinguono due famiglie di verbi:
- a radice vocalica, se la radice contiene almeno una vocale (ad esempio გააკეთებს [ga=a-k'et-eb-s] "farà", თამაშობს [tamash-ob-s] "gioca");
- a radice consonantica, se la radice è composta solo da consonanti (ad esempio მოკლავს [mo=k'l-av-s] "ucciderà").[39]

I verbi a radice consonantica prendono una vocale epentetica all'interno della radice in determinati screeve.
Diversa è la nozione di verbo radicale, che indica un verbo a cui nella serie I manca il suffisso tematico (ad esempio დაწერს [da=ts'er-Ø-s] "scriverà"; si veda anche la sezione #Suffisso tematico). I verbi radicali sono sempre a radice vocalica.

#### Preverbo
Gli usi del preverbo georgiano (georg. ზმნისწინი [zmnists'ini]) sono molto simili a quelli dei prefissi verbali russi (ad es. писать/написать "scrivere" con valore perfettivo, выходить/выйти "uscire" con valore spaziale) o ungheresi (ad es. megtalál "riesce a trovare" con valore perfettivo, bemegy "entra" con valore spaziale).
Il significato primario del preverbo è spaziale e ruota attorno a tre morfemi di base:
- mi-, che denota l'allontanamento dal parlante ("via di qui");
- mo-, che denota l'avvicinamento al parlante ("verso qui");
- da-, che indica un movimento adirezionale ("in giro").[40]

Le varianti mi- e mo- esprimono le due cosiddette orientazioni dell'azione (georg. ორიენტაცია [orient'atsia]). L'opposizione fra le due orientazioni si estende a tutti gli altri preverbi (eccetto da-), che in più aggiungono la sfumatura semantica della direzione (georg. გეზი [gezi]). Per ogni direzione, a una forma semplice del preverbo che denota l'allontanamento corrisponde una forma composta che denota l'avvicinamento; la forma composta si ottiene posponendo -mo- alla forma semplice. Ad esempio, alla direzione di "ingresso" corrispondono la forma semplice she- per l'orientazione di allontanamento e la forma composta shemo- per l'orientazione di avvicinamento.
L'elemento -mo- può essere posposto anche allo stesso mi- per dare mimo-, col significato di "avanti e indietro"; non sono invece utilizzate le forme *damo- e *momo-.
La tabella seguente elenca tutti i preverbi. Aggiungendo le lettere fra parentesi quadre si ottengono delle forme arcaiche (tra le quali rientra anche la variante shta-). Tali forme sono ancora utilizzate per delle accezioni specifiche (ad es. აღდგომა [agh=dgom-a] "Pasqua" vs. ადგომა [a=dgom-a], masdar di ადგება [a=dg-eb-a] "si alzerà") o più in generale nel lessico dotto o negli stili arcaizzanti.
| Preverbi di base | Preverbi di base | Significato                 |
| ---------------- | ---------------- | --------------------------- |
| mi-              | mi-              | Allontanamento dal parlante |
| mo-              | mo-              | Avvicinamento al parlante   |
| da-              | da-              | Senza direzione             |
| Altri preverbi   | Altri preverbi   | Direzione                   |
| Allontanamento   | Avvicinamento    | Direzione                   |
| a[gh]-           | a[gh]mo-         | "su"                        |
| cha- [shta-]     | chamo-           | "giù'                       |
| she-             | shemo-           | "dentro"                    |
| ga[n]-           | gamo-            | "fuori"                     |
| ga[r]da-         | gadmo-           | "attraverso"                |
| ts'a-            | ts'a[r]mo-       | "via"                       |
| mimo-            | mimo-            | "avanti e indietro"         |

Nel georgiano contemporaneo il preverbo ha un significato esclusivamente spaziale solo in poche forme verbali, tra cui i verbi di moto come მოვა [mo=va] "verrà", i verbi di corsa come მორბის [mo=rb-i-s] "corre qua" e i verbi di trasporto come მოაქვს/მოჰყავს [mo=a-kv-s/mo=h-q'av-s] "porta qui (qcn./qcs.)" (si vedano rispettivamente: Verbi georgiani di 2ᵃ classe#I verbi di moto, Verbi georgiani di 3ᵃ classe#I verbi di corsa, Verbi georgiani di 4ᵃ classe#Verbi irregolari).
Nella stragrande maggioranza dei casi, al contrario, il preverbo funziona da marca aspettuale perfettiva. Ciò avviene soprattutto nei verbi di 1ᵃ e 2ᵃ classe, che formano il futuro aggiungendo il preverbo alle voci del presente.
Nel segnalare la perfettività tutti i preverbi sono equivalenti, ma preverbi diversi possono essere sfruttati per specificare accezioni semantiche diverse. Ad esempio, la forma verbale იღებს [i-gh-eb-s] è il presente sia di აიღებს [a=i-gh-eb-s] "raccoglierà", sia di მიიღებს [mi=i-gh-eb-s] "riceverà", sia di გადაიღებს [gada=i-gh-eb-s] "registrerà (un filmato)", "scatterà (una foto)". Alla moltitudine di accezioni del presente იღებს [i-gh-eb-s], che può quindi significare sia "solleva" sia "riceve" sia "registra", corrispondono altrettanti preverbi nelle altre serie. L'associazione tra un preverbo e una specifica accezione è influenzata solo a volte dal significato direzionale del preverbo; nella maggior parte dei casi è impossibile da fare a priori.

#### Vocale preradicale
Quattro delle cinque vocali georgiane possono fungere da vocale preradicale: i-, u-, e-, a-. Tutte e quattro hanno la funzione di marcare l'OI sul verbo, come descritto nel dettaglio in #Marcatura dell'oggetto (gruppo m-).
Marcare l'OI è l'unica funzione delle vocali u- ed e-, ma non di i- e a-. Queste ultime hanno vari usi aggiuntivi, elencati di seguito.
- La vocale i- ricorre:
  - senza significato specifico in alcuni verbi assoluti di 1ᵃ classe (ad es. დაიწყებს [da=i-ts'q'-eb-s] "inizierà", si veda la voce Verbi georgiani di 1ᵃ classe);
  - nei verbi assoluti di 2ᵃ classe di tipo iniani (ad es. დაიწერება [da=i-ts'er-eb-a] "sarà scritto", si veda la voce Verbi georgiani di 2ᵃ classe);
  - nella sottoserie del futuro e nella serie II dei verbi assoluti di 3ᵃ classe (ad es. ლაპარაკობს [lap'arak'-ob-s] "parla" → fut. ილაპარაკებს [i-lap'arak'-eb-s], si veda la voce Verbi georgiani di 3ᵃ classe);
  - come marcatore delle versioni benefattiva e possessiva (si veda la sezione #Versione);
- La vocale a- ricorre:
  - nei verbi causativi di 1ᵃ classe, sia denominativi che deverbali (si veda Verbi georgiani di 1ᵃ classe#Tipi derivazionali: causativi);
  - come marcatore della versione superessiva (si veda la sezione #Versione).

#### Suffisso tematico
Il suffisso tematico è la marca distintiva (sebbene non obbligatoria) dei temi del presente e del futuro. In tutte e quattro le classi verbali il tema dell'aoristo è ottenuto sempre anche tramite la sottrazione del suffisso tematico al tema del futuro.
Il georgiano contemporaneo dispone di cinque suffissi tematici propriamente detti: -eb, -ob, -am, -av, -i. La loro distribuzione è descritta nella tabella che segue, dove [P] e [F] denotano rispettivamente la sottoserie del presente e quella del futuro e -Ø indica i verbi radicali (cioè privi di suffisso tematico).
|           |           | -Ø      | -eb     | -ob     | -am     | -av     | -i      |
| --------- | --------- | ------- | ------- | ------- | ------- | ------- | ------- |
| 1ª classe | 1ª classe | iii*iii | iii*iii | iii*iii | iii*iii | iii*iii | iii*iii |
| 2ª classe | 2ª classe | (*)     | *       | (*)     |         |         |         |
| 3ª classe | [P]       | *       | *       | *       |         | *       | *       |
| 3ª classe | [F]       |         | *       |         |         |         |         |
| 4ª classe | [P]       | *       | *       |         |         | *       | *       |
| 4ª classe | [F]       |         | *       |         |         |         |         |

I pochi verbi con suffisso -am sono tutti a radice consonantica e tutti di 1ª classe. Nella sottoserie del futuro delle classi 3ª e 4ª -eb sostituisce qualunque suffisso fosse usato nella sottoserie del presente.
Alcuni testi includono nella lista dei suffissi tematici anche uno o più tra gli elementi seguenti, che in ogni caso occupano lo spazio morfemico del suffisso tematico:
- -em, presente soltanto nella sottoserie del futuro del verbo მისცემს [mi-s-ts(-)em-s] "darà" e poi eliminato nella serie II (aor. მისცა [mi=s-ts-a], si veda Verbi georgiani di 1ᵃ classe#Il verbo "dare");
- -ev nella radice dei verbi radicali di 2ª classe, che lo perdono in una o più voci della serie II (si veda Verbi georgiani di 2ᵃ classe#Serie dell'aoristo);
- -en nella radice di alcuni verbi radicali di 1ª classe, che lo sostituiscono con -eb quando formano il corrispondente di 2ª classe (ad es. დაარჩენს [da=a-rch(-)en-s] "lascerà" → დარჩება [da=rch-eb-a], si veda Verbi georgiani di 2ᵃ classe#Tipi derivazionali: passivi sintetici);
- -op, presente soltanto nella serie I del verbo di 1ª classe გაყოფს [ga=q'(-)op-s] "dividerà" e poi eliminato nelle serie II e III (aor. გაყო [ga=q'-o], pf. გაუყვია [ga=u-q'v-i-a], si veda Verbi georgiani di 1ᵃ classe#Suffisso tematico ''-op'');[49]
- -om, -ol e -il in alcuni masdar (ad es. მოხდება [mo=kh-d-eb-a] "avverrà" → მოხდომა [mo=khd(-)om-a], ჰყავს [h-q'-av-s] "ha (una cosa animata)" → ყოლა [q'(-)ol-a], ტირის [t'ir-i-s] "piange" → ტირილი [t'ir(-)il-i]).

## Regole di concordanza
Nelle forme finite del paradigma di un verbo, la concordanza con gli argomenti è realizzata attraverso i marcatori personali, che occupano gli slot [-2] e [6] del complesso verbale, ed è polipersonale. Una singola forma verbale concorda con:
- la relazione grammaticale (soggetto, oggetto diretto/indiretto) dei suoi argomenti finali;
- la persona (I, II o III) dei suoi argomenti finali;
- il numero (singolare o plurale) dei suoi argomenti finali, tranne quando sono alla III persona plurale.

La concordanza del verbo con un argomento alla III persona è piuttosto complessa; si tratta dell'unica regola di concordanza che tiene conto anche delle relazioni iniziali (si veda #Concordanza alla III plurale).
Sebbene il numero di argomenti possa arrivare a tre, di fatto sul verbo ne possono essere marcati al più due. La scelta degli argomenti con cui il verbo concorda avviene secondo le tre regole che seguono. 
1. È sempre presente un marcatore del soggetto, anche in assenza di soggetto finale. In quest'ultimo caso la concordanza avviene con un ipotetico soggetto alla III singolare: così nella serie del perfetto dei verbi intransitivi di 3ᵃ classe (ad es. მიტირია [m-i-t'ir-i-a] egli-apparentemente-piange-mi-PERF3 "sembra che io pianga") e in tutte le forme dei verbi intransitivi iniziali di 4ᵃ classe (ad es. მძინავს [m-dzin-av-s] egli-dorme-mi-PRES4 "dormo").
2. Generalmente, un marcatore dell'oggetto è presente se e solo se è presente un oggetto finale. In altre parole, i verbi monovalenti come წავა [ts'a-va] "andrà" non hanno marcatore dell'oggetto.
3. Se a livello finale sono presenti sia l'oggetto diretto che quello indiretto, viene marcato solo l'oggetto indiretto.

La seconda regola può essere infranta solo in un caso. È possibile che, in assenza di oggetto indiretto, sia presente un marcatore vuoto dell'oggetto indiretto di III persona (ad esempio სცდის [Ø=s-tsd-i-s] "proverà", დაუკრავს [da=u-k'r-av-s] "suonerà (uno strumento)", გაემგზავრება [ga=e-mgzavr-eb-a] "viaggerà"); ciò avviene sistematicamente nella piccola famiglia dei verbi stativi di 2ᵃ classe (si veda Verbi georgiani di 2ᵃ classe#Stativi).
La terza regola riguarda i verbi trivalenti ed è trattata più nel dettaglio in #Verbi trivalenti (object camouflage).
Le tre regole enunciate si possono riassumere nella gerarchia
S (obbligatorio) > OI > OD.
In generale è molto più frequente trovare un verbo che concorda con l'oggetto indiretto, anziché con quello diretto; quest'ultimo è marcato sul verbo solo nei verbi transitivi (di 1ᵃ classe) e solo quando questi non abbiano anche un oggetto indiretto finale. Si introduce quindi una terminologia sensibile alla presenza dell'oggetto indiretto. Un verbo si dice:
- relativo se ha un marcatore dell'OI;
- assoluto se non ha un marcatore dell'OI (a prescindere dal fatto che abbia o non abbia un marcatore dell'OD).

Nella misura in cui si applica la seconda regola descritta in precedenza, è equivalente dire che un verbo è relativo se ha un OI finale, assoluto altrimenti.
All'interno della frase, la presenza di un determinato argomento non esclude che esso possa essere sottinteso, esattamente come in italiano. In particolare, il georgiano è una lingua pro-drop: i pronomi personali in funzione di S, OD e OI vengono sempre omessi, tranne quando sono enfatici. L'omissione avviene sempre dopo che è scattata la concordanza verbale, cosicché l'informazione della persona e del numero dei pronomi omessi è sempre veicolata dai marcatori personali sul verbo.

### Marcatori personali
Esistono due insiemi distinti di marcatori personali:
- il gruppo v-, tramite cui il verbo concorda con il soggetto finale;
- il gruppo m-, tramite cui il verbo concorda con l'oggetto finale (diretto o indiretto).

I due gruppi prendono il nome dal marcatore della I persona singolare, che è v- in un caso e m- nell'altro.

#### Marcatura del soggetto (gruppo v-)
La tabella che segue mostra i marcatori del gruppo v-; la barra orizzontale indica la posizione della radice e il simbolo Ø indica l'assenza di marcatori.
| Soggetto | Soggetto   | Soggetto   |
|          | Singolare  | Plurale    |
| -------- | ---------- | ---------- |
| I        | iiv ⎯⎯⎯⎯   | iiv ⎯⎯⎯⎯ t |
| II       | iiØ        | iiv ⎯⎯⎯⎯ t |
| III      | iiv ⎯⎯⎯⎯ S | iiv ⎯⎯⎯⎯ P |

Le lettere S e P sono state usate come dei segnaposto per i suffissi di III persona. In particolare:
- S sta per -s, -a, -o;
- P sta per -en, -an, -nen, -n, -es.

L'uso di tali suffissi dipende da ragioni morfologiche ed è determinato dalla classe verbale e dallo screeve, come illustra la seguente tabella.
|           | Suffisso | Utilizzo                                                                       | Utilizzo                                                                     | Utilizzo                          | Utilizzo   |
| 1ᵃ classe | Suffisso | 2ᵃ classe                                                                      | 3ᵃ classe                                                                    | 4ᵃ classe                         |            |
| --------- | -------- | ------------------------------------------------------------------------------ | ---------------------------------------------------------------------------- | --------------------------------- | ---------- |
| S         | -s       | pres./fut. pf. (solo se suff.tem. -am/-av)                                     |                                                                              | pres./fut.                        | pres.      |
| S         | -s       | cong. pres./fut., ott.                                                         |                                                                              |                                   |            |
| S         | -a       |                                                                                | pres./fut.                                                                   |                                   | pres./fut. |
| S         | -a       | pf.                                                                            |                                                                              |                                   |            |
| S         | -a       | impf./cond. (⇒ ppf. se 2ᵃ classe bivalente ⇒ ppf. se 4ᵃ classe); aor. (⇒ ppf.) |                                                                              |                                   |            |
| S         | -o       | aor. (⇒ ppf. se 1ᵃ classe) (solo nei verbi a radice consonantica in -eb/-ob)   | aor. (⇒ ppf. se 1ᵃ classe) (solo nei verbi a radice consonantica in -eb/-ob) |                                   |            |
|           |          |                                                                                |                                                                              |                                   |            |
| P         | -en      | pres./fut.                                                                     |                                                                              | pres./fut.                        |            |
| P         | -an      | pres./fut. (solo se suff.tem. -i)                                              | pres./fut. pf.                                                               | pres./fut. (solo se suff.tem. -i) |            |
| P         | -nen     |                                                                                | aor. ott. (se non iniani)                                                    |                                   |            |
| P         | -nen     | impf./cond. (⇒ ppf. se 2ᵃ classe bivalente); cong.pres./fut.                   |                                                                              |                                   |            |
| P         | -n       | ott.                                                                           | ott. (se iniani)                                                             | ott.                              |            |
| P         | -es      | aor.                                                                           |                                                                              | aor.                              |            |

Anticamente esisteva anche un marcatore prefissale di II persona, kh- (che al plurale produceva il circonfisso kh ⎯⎯⎯⎯ t). Nella lingua contemporanea sopravvive solo in due casi:
- nel presente del verbo იქნება [i-kn-eb-a] "sarà" (si veda Verbi georgiani di 2ᵃ classe#Il verbo "essere");
- nella sottoserie del futuro e nella serie dell'aoristo dei verbi di moto (si veda Verbi georgiani di 2ᵃ classe#I verbi di moto).

In alcuni contesti i marcatori del gruppo v- vengono rafforzati tramite l'aggiunta del cosiddetto verbo ausiliare (georg. მეშველი ზმნა [meshveli zmna]), ossia delle voci del verbo "essere" trattate come un clitico. Si possono individuare così due ulteriori schemi di marcatura del soggetto.
Nel primo schema, l'ausiliare è al presente; in tal caso S è -a/-s e P è generalmente -an. Nel secondo schema l'ausiliare è all'aoristo e viene usato nella sua forma estesa anche come suffisso di III persona (tuttavia le I persone aggiungono -iq'avi(t) anziché le effettive forme dell'ausiliare, cioè *-viq'avi(t)).
|           | Ausiliare al presente | Ausiliare al presente | Ausiliare all'aoristo | Ausiliare all'aoristo |
| Singolare | Plurale               | Singolare             | Plurale               |                       |
| --------- | --------------------- | --------------------- | --------------------- | --------------------- |
| I         | iiv ⎯⎯⎯⎯ var          | iiv ⎯⎯⎯⎯ vart         | iiv ⎯⎯⎯⎯ iq'avi       | iiv ⎯⎯⎯⎯ iq'avit      |
| II        | iiv ⎯⎯⎯⎯ khar         | iiv ⎯⎯⎯⎯ khart        | iiv ⎯⎯⎯⎯ iq'avi       | iiv ⎯⎯⎯⎯ iq'avit      |
| III       | iiv ⎯⎯⎯⎯ a/s          | iiv ⎯⎯⎯⎯ an           | iiv ⎯⎯⎯⎯ iq'o         | iiv ⎯⎯⎯⎯ iq'vnen      |

Il verbo ausiliare al presente è utilizzato:
- nel presente degli stativi di 2ᵃ classe e dei transitivi iniziali di 4ᵃ classe;[54]
- nel perfetto dei verbi di 1ᵃ e 2ᵃ classe, dei transitivi di 3ᵃ classe e dei transitivi iniziali di 4ᵃ classe;
- nel presente di alcuni verbi irregolari.[55]

Il verbo ausiliare all'aoristo è utilizzato soltanto nel piuccheperfetto dei verbi di 2ᵃ classe.

#### Marcatura dell'oggetto (gruppo m-)
I marcatori del gruppo m- differiscono lievemente a seconda che l'oggetto sia diretto o indiretto. Nel primo caso si presentano come nella tabella che segue.
| Oggetto diretto | Oggetto diretto | Oggetto diretto |
|                 | Singolare       | Plurale         |
| --------------- | --------------- | --------------- |
| I               | gm ⎯⎯⎯⎯ i       | iigv ⎯⎯⎯⎯       |
| II              | mg ⎯⎯⎯⎯         | iivg ⎯⎯⎯⎯ t i   |
| III             | gØ              | gØ              |

Come si vede, in presenza di un oggetto diretto di III persona si ha l'assenza di qualsiasi marcatore. In particolare il verbo non concorda mai con la pluralità dell'oggetto diretto di III persona. 
Più complicato è il caso dei marcatori dell'oggetto indiretto, illustrati nella tabella che segue.
| Oggetto indiretto | Oggetto indiretto | Oggetto indiretto |
|                   | Singolare         | Plurale           |
| ----------------- | ----------------- | ----------------- |
| I                 | is/Øm ⎯⎯⎯⎯ t      | is/Øgv ⎯⎯⎯⎯       |
| II                | i/s/Øg ⎯⎯⎯⎯       | i/s/Øg ⎯⎯⎯⎯ ti    |
| III               | ih/s/Ø ⎯⎯⎯⎯       | ih/s/Ø ⎯⎯⎯⎯ (t)   |

La scelta del prefisso di III persona è determinato da ragioni fonetiche - a differenza dei suffissi di III persona del gruppo v-, determinati da ragioni morfologiche. Più in particolare, il prefisso viene selezionato in base al tipo di consonante a cui verrà anteposto:
- h- precede p', q' e k, k', g (velari);
- s- precede t, t', d (occlusive dentali/alveolari), ch, ch', j (affricate dentali/alveolari), ts, ts', dz (affricate post-alveolari);
- Ø- è usato in tutti gli altri casi (in particolare precede le vocali).

Quelle appena illustrate sono regole prescrittive, spesso ignorate dai parlanti. In generale Ø- tende a sostituire sia h- sia s-. L'uso del suffisso plurale -t alla III plurale è stabilito dalla regola sulla concordanza di numero illustrata in seguito.
La presenza di un oggetto indiretto è segnalata sistematicamente dall'aggiunta della vocale preradicale. Questa, in concomitanza coi marcatori appena descritti, determina tre schemi di marcatura, noti anch'essi come serie.
La serie u- prende la vocale preradicale i- alla I/II persona e la vocale u- alla III. La serie e- e la serie a-, invece, prendono rispettivamente le vocali preradicali e- e a- in tutte le persone.
|           | Serie u-   | Serie u-       | Serie e-   | Serie e-       | Serie a-   | Serie a-       |
| Singolare | Plurale    | Singolare      | Plurale    | Singolare      | Plurale    |                |
| --------- | ---------- | -------------- | ---------- | -------------- | ---------- | -------------- |
| I         | gmi ⎯⎯⎯⎯ t | iigvi ⎯⎯⎯⎯     | gme ⎯⎯⎯⎯ t | iigve ⎯⎯⎯⎯     | gma ⎯⎯⎯⎯ t | iigva ⎯⎯⎯⎯     |
| II        | mgi ⎯⎯⎯⎯   | iivgi ⎯⎯⎯⎯ ti  | mge ⎯⎯⎯⎯   | iivge ⎯⎯⎯⎯ ti  | mga ⎯⎯⎯⎯   | iivga ⎯⎯⎯⎯ ti  |
| III       | miu ⎯⎯⎯⎯   | iiivu ⎯⎯⎯⎯ (t) | mge ⎯⎯⎯⎯   | iigve ⎯⎯⎯⎯ (t) | mga ⎯⎯⎯⎯   | iigva ⎯⎯⎯⎯ (t) |

Per estensione, l'uso dei soli marcatori dell'oggetto indiretto senza vocale preradicale viene indicato come serie h-. 
Nelle voci verbali in cui compare il preverbo i marcatori dell'oggetto indiretto, influendo sull'orientazione dell'azione, possono determinare una variazione del preverbo stesso. In particolare, la serie h- è tipicamente accompagnata dall'alternanza fra i preverbi mo- alla I e II persona e mi- alla III. Con le altre serie può avvenire che nelle I e II persone il preverbo passi dalla forma semplice a quella composta.
|           | Serie h- con preverbo | Serie h- con preverbo | Serie • con aggiunta di mo- | Serie • con aggiunta di mo- |
| Singolare | Plurale               | Singolare             | Plurale                     |                             |
| --------- | --------------------- | --------------------- | --------------------------- | --------------------------- |
| I         | .mis/Øiimom ⎯⎯⎯⎯ t    | .mis/Ømogv ⎯⎯⎯⎯       | g[Pvb]mom• ⎯⎯⎯⎯ t           | ii[Pvb]mogv• ⎯⎯⎯⎯           |
| II        | .mi/s/Øimog ⎯⎯⎯⎯      | .mi/s/Øimog ⎯⎯⎯⎯ ti   | m[Pvb]mog• ⎯⎯⎯⎯             | iiv[Pvb]mog• ⎯⎯⎯⎯ ti        |
| III       | iimih/mis/mi ⎯⎯⎯⎯     | iimih/mis/mi ⎯⎯⎯⎯ (t) | momg[Pvb]• ⎯⎯⎯⎯             | iimogv[Pvb]• ⎯⎯⎯⎯ (t)       |

In altre parole, alle I e II persone viene associata l'orientazione di avvicinamento e alle III quella di allontanamento. Questo fenomeno è particolarmente comune nei verbi che implicano una qualche nozione di movimento.
In alcuni screeve l'uso di una specifica serie di marcatori è obbligatorio. In altri, un verbo può selezionare una fra più serie diverse e non è possibile stabilire a priori quale sceglierà. La distribuzione delle serie è illustrata nella tabella che segue; le sigle [P] e [F] fanno riferimento alle sottoserie del presente e del futuro rispettivamente. 
| Serie | Serie | Classe                           | Classe                           | Classe  | Classe  |
| Serie | Serie | 1ᵃ                               | 3ᵃ                               | 2ᵃ      | 4ᵃ      |
| ----- | ----- | -------------------------------- | -------------------------------- | ------- | ------- |
| I     | [P]   | h/u/a                            | h/u                              | h/u/e/a | h/u/e/a |
| I     | [F]   | h/u/a                            | u                                | h/u/e/a | e       |
| II    |       | h/u/a                            | u                                | h/u/e/a | e       |
| III   | III   | u (perfetto) e (piuccheperfetto) | u (perfetto) e (piuccheperfetto) | h       | h       |

### Polipersonalismo
Nei verbi con due argomenti, la concordanza polipersonale è realizzata attraverso due strategie complementari:
- la combinazione dei due gruppi di marcatori, obbligatoria se la persona del soggetto e quella dell'oggetto sono diverse;
- una speciale costruzione riflessiva, obbligatoria se il soggetto e l'oggetto sono entrambi alla I persona o entrambi alla II persona.

Nel caso in cui il soggetto e l'oggetto siano entrambi alla III persona sono possibili entrambe le modalità: la costruzione riflessiva veicolerà il significato riflessivo (l'identità tra soggetto e oggetto) e la combinazione dei marcatori quello non riflessivo. Il quadro è riassunto dalla tabella che segue, in cui C indica la combinazione dei marcatori e R la costruzione riflessiva.
| ↓S/O → | I   | II  | III |
| ------ | --- | --- | --- |
| I      | 0R0 | 0C0 | 0C0 |
| II     | C   | R   | C   |
| 0III0  | C   | C   | R/C |

Nel verbi a tre argomenti (verbi trivalenti) viene impiegato uno stratagemma simile alla costruzione riflessiva, noto come object camouflage ("camuffamento dell'oggetto").

#### Combinazione dei due gruppi
La combinazione dei due gruppi di marcatori è vincolata da cinque regole morfologiche, che possono essere illustrate in maniera generale, trascurando la presenza del verbo ausiliare, di una specifica vocale tematica o del preverbo (si mantiene la notazione per cui S sta per i suffissi della III singolare e P sta per i suffissi della III plurale del gruppo v-).
- Combinazioni di prefissi

1. v + g = g.
2. v + h/s = v.[62]

- Combinazioni di suffissi

1. t + t = t.
2. s + t = t.
3. P + t = P, per ogni P.

La tabella che segue mostra tutte le combinazioni possibili; gli apici indicano l'applicazione della regola corrispondente.
|        | I s      | II s       | III s          | I pl      | II pl         | III pl           |
| ------ | -------- | ---------- | -------------- | --------- | ------------- | ---------------- |
| I s    |          | g ⎯⎯⎯⎯ 1   | /s/Øv ⎯⎯⎯⎯ 2   |           | g ⎯⎯⎯⎯ t 1    | /s/Øv ⎯⎯⎯⎯ 2     |
| II s   | m ⎯⎯⎯⎯   |            | h/s/Ø ⎯⎯⎯⎯     | gv ⎯⎯⎯⎯   |               | h/s/Ø ⎯⎯⎯⎯       |
| III s  | m ⎯⎯⎯⎯ S | g ⎯⎯⎯⎯ S   | h/s/Ø ⎯⎯⎯⎯ S   | gv ⎯⎯⎯⎯ S | g ⎯⎯⎯⎯ St 4   | h/s/Ø ⎯⎯⎯⎯ S (4) |
| I pl   |          | g ⎯⎯⎯⎯ t 1 | /s/Øv ⎯⎯⎯⎯ t 2 |           | g ⎯⎯⎯⎯ t 1, 3 | /s/Øv ⎯⎯⎯⎯ t 2   |
| II pl  | m ⎯⎯⎯⎯ t |            | h/s/Ø ⎯⎯⎯⎯ t   | gv ⎯⎯⎯⎯ t |               | h/s/Ø ⎯⎯⎯⎯ t     |
| III pl | m ⎯⎯⎯⎯ P | g ⎯⎯⎯⎯ P   | h/s/Ø ⎯⎯⎯⎯ P   | gv ⎯⎯⎯⎯ P | g ⎯⎯⎯⎯ P 5    | h/s/Ø ⎯⎯⎯⎯ P (5) |

Gli esiti evidenziati in grassetto sono identici e quindi potenzialmente ambigui (ma nel caso di III s-II pl l'ambiguità si ha solo quando il suffisso è -s e si applica la regola 4).
Nelle caselle III s-III pl e III pl-III pl, le regole messe fra parentesi si applicano quando è presente il suffisso plurale -t (ciò è determinato dalle regole sulla #Concordanza alla III plurale).

#### Costruzione riflessiva
La costruzione riflessiva fa uso del pronome riflessivo, costituito dal sostantivo თავი [tavi] (lett.) "testa" preceduto dall'aggettivo possessivo; nel caso della III persona, si usa la variante riflessiva dell'aggettivo possessivo (თავისი/თავიანთი [tavisi/tavianti] "di se stesso/di loro stessi", anziché მისი/მათი [misi/mati] "suo/loro").
|     | Singolare                 | Plurale                       |
| --- | ------------------------- | ----------------------------- |
| I   | ჩემი თავი [chemi tavi]    | ჩვენი თავი [chveni tavi]      |
| II  | შენი თავი [sheni tavi]    | თქვენი თავი [tkveni tavi]     |
| III | თავისი თავი [tavisi tavi] | თავიანთი თავი [tavianti tavi] |

Quando, logicamente, l'oggetto è alla stessa persona del soggetto, la persona dell'oggetto viene assunta dalla persona del pronome. Il pronome stesso però, come oggetto a sua volta, impone al verbo la concordanza alla III singolare. 
Un esempio di frase con OD riflessivo è
ჩემს თავს ვაქებ
[chems tavs v-Ø-a-k-eb]
me stesso-DAT io-lodo-lo-PRES1
"Lodo me stesso"
dove, come si vede, il verbo prende il morfema Ø- dell'OD di III persona e la persona logica dell'OD è assunta dal pronome riflessivo (che è di I persona).
Un esempio di frase con OI riflessivo è
ჩემს თავს ველაპარაკე
[chems tavs v-Ø-e-lap'arak'-e]
me stesso-DAT io-parlai-gli-AOR2
"Parlai con me stesso"
dove l'OI di III persona è indicato sul verbo dalla combinazione di morfemi Ø-e- (come parte della serie e- di marcatori) e, analogamente, la persona logica dell'OD è assunta dal pronome riflessivo.

#### Verbi trivalenti (object camouflage)
La soluzione più naturale, nel caso dei verbi trivalenti, sarebbe di utilizzare due volte i marcatori del gruppo m-, una per OD e una per OI. Il georgiano ammette tale combinazione soltanto quando OD è alla III persona, ossia quando è indicato sul verbo dall'assenza di una marca (o, equivalentemente, dal morfema Ø-). Così ad esempio nella frase
მე წერილს მისწერ დედას
[me ts'erils mi=s-ts'er dedas]
Io-NOM lettera-DAT io-scriverò-lo-le-FUT1 mamma-DAT
"Io scriverò una lettera alla mamma"
il verbo può essere pensato come mi=Ø-s-ts'er, dove Ø- indica l'OD di III persona ("la lettera") e s- indica l'OI di III persona ("alla mamma").
Quando OD è alla I o alla II persona, tuttavia, la codifica con il solo morfema di III persona Ø- sarebbe percepita come agrammaticale. Per sopperire a questo problema, OD viene camuffato tramite il pronome riflessivo. La persona di OD viene assunta dalla persona del pronome riflessivo, il quale però, come OD a sua volta, impone al verbo la concordanza alla III persona. Così ad esempio
ვანო შენს თავს ადარებს გივის
[vano shens tavs a-dar-eb-s givis]
Vano-NOM te stesso-DAT egli-paragona-lo-gli-PRES1 Givi-DAT
"Vano ti paragona a Givi".
Questo stratagemma è simile alla costruzione riflessiva descritta sopra. In questo caso però il pronome riflessivo non ha significato riflessivo e si traduce con un pronome personale.

### Concordanza alla III plurale
La concordanza di numero non pone particolari problemi per la I e la II persona: se un argomento finale è alla I o II persona plurale, esso viene indicato sul verbo tramite i corrispondenti marcatori plurali.
Le regole si complicano nel caso degli argomenti di III persona. Per molti parlanti, un primo criterio è dato dall'animatezza: un argomento inanimato alla III plurale richiede i morfemi di concordanza singolari. Ad esempio, nella frase che segue il soggetto animato კნუტები [k'nut'ebi] "gattini" impone la concordanza al plurale,
კნუტები გორავენ
[k'nut'ebi gor-av-en]
gattini-NOM essi-rotolano-PRES3
"I gattini (si) rotolano"
mentre il soggetto inanimato ბურთები [burtebi] "palle" non la impone,
ბურთები გორავს
[burtebi gur-av-s]
palle-NOM egli-rotola-PRES3
"Le palle rotolano".
Restringendo l'analisi ai termini animati, si ha che nella stragrande maggioranza dei casi l'S finale alla III plurale impone la concordanza al plurale e l'OD/OI finale no. Ad esempio, nella frase che segue,
მშობლებს დაეკარგა ბავშვი
[mshoblebs da=e-k'arg-a-Ø bavshvi]
genitori-DAT egli-si perse-gli-AOR2 bambino-NOM
(lett.) "Il bambino si perse ai genitori"
(traducibile come "Il bambino dei genitori si perse") la pluralità dell'OI "genitori" non è indicata sul verbo - nonostante la forma *დაეკარგათ [da=e-k'arg-a-t], con il circonfisso e ⎯⎯⎯⎯ t, sia realizzabile secondo le regole sulla combinazione di marcatori. D'altra parte, nella frase
მშობლებს დაეკარგნენ ბავშვები
[mshoblebs da=e-k'arg-nen bavshvebi]
genitori-DAT essi-si persero-gli-AOR2 bambini-NOM
(lett.) "I bambini si persero ai genitori"
(traducibile come "I bambini dei genitori si persero") la pluralità del S "bambini" si riflette sul verbo nel suffisso -nen.
L'unico ambiente in cui le regole cambiano è quello dell'inversione (verbi di 4ᵃ classe e serie III dei verbi di 1ᵃ e 3ᵃ classe). In questo caso è S iniziale a imporre la concordanza al plurale, come mostra la frase che segue,
თურმე სტუდენტებს გამოუგზავნიათ გელა
[turme st'udent'ebs gamo=u-gzavni-a-t gela]
apparentemente studenti-DAT egli-ha mandato-a loro-PERF1 Gela-NOM
"Apparentemente gli studenti hanno mandato Gela"
dove "studenti" (OIS) impone la presenza del marcatore plurale -t ("Gela" è un nome di persona maschile). Viceversa, nella frase
თურმე გელას გამოუგზავნია სტუდენტები
[turme gelas gamo=u-gzavni-a-Ø st'udent'ebi]
apparentemente Gela-DAT egli-ha mandato-gli-PERF1 studenti-NOM
"Apparentemente Gela ha mandato gli studenti"
l'argomento "Gela" (OIS) impone il marcatore singolare, nonostante "studenti" (SOD) sia al plurale.
Anche con la sintassi invertita, tuttavia, l'S iniziale alla III plurale può non imporre la concordanza. Ciò avviene se nella frase è presente un altro argomento finale alla I/II singolare, come mostra la frase che segue,
სტუდენტებს გამოუგზავნიხარ (შენ)
[st'udent'ebs gamo=u-gzavni-khar-Ø (shen)]
studenti-DAT tu-hai mandato-gli-PERF1 (tu-NOM)
"Apparentemente gli studenti ti hanno mandato"
dove "tu" (II singolare) scavalca "studenti" (III plurale).
Una regola pratica, che distingue il caso della sintassi regolare e quello della sintassi invertita, è illustrata dalla tabella che segue.
| Inversione | Argomento alla III plurale | Concordanza | Condizioni                                             |
| ---------- | -------------------------- | ----------- | ------------------------------------------------------ |
| No         | S finale                   | Sì          | Nessuna                                                |
| No         | OD/OI finale               | No          | ×                                                      |
| Sì         | OIS (S iniziale)           | Sì          | Non è presente un argomento finale alla I/II singolare |
| Sì         | SOD                        | No          | ×                                                      |

Per avere una regola unificata, è sufficiente osservare che l'S finale della sintassi non invertita e l'S iniziale di quella invertita sono entrambi il primo S a diventare un argomento finale. In altre parole, si tratta dell'argomento così individuato: si parte dal primo livello di relazioni grammaticali; se è presente un soggetto, lo si traccia fino al livello finale e si verifica che sia ancora un argomento (e non un fossile); se non è presente un soggetto, si passa al livello successivo e si ripete l'operazione.
In sintesi, un argomento finale alla III plurale impone al verbo la concordanza al plurale se e solo se:
1. È animato.
2. È il primo soggetto a diventare un argomento finale.
3. Al livello finale non è superato in gerarchia da un argomento alla I/II singolare, secondo l'ordine S > OD/OI.

### Esempi
Questa sezione contiene due esempi della marcatura polipersonale descritta nelle sezioni precedenti.
Il primo esempio è lo screeve presente del verbo di 1ᵃ classe მოკლავს [mo=k'lav-s] "ucciderà".
Si tratta di un verbo transitivo bivalente, i cui due argomenti sono S e OD, e assoluto, poiché tra gli argomenti non figura OI. La marcatura di S avviene tramite il gruppo v- nella forma semplice, con desinenza -s alla III singolare e -en alla III plurale (quella di OD avviene regolarmente coi marcatori dell'oggetto diretto).
Le voci ottenute tramite la combinazione dei marcatori sono descritte dalla tabella che segue. La voce გკლავთ [g-k'lav-t], evidenziata in grassetto, fuori contesto ha tutte e quattro le possibili traduzioni indicate.
|        | I s                                | II s                               | III s                             | I pl                                 | II pl                              | III pl                            |
| ------ | ---------------------------------- | ---------------------------------- | --------------------------------- | ------------------------------------ | ---------------------------------- | --------------------------------- |
| I s    |                                    | გკლავ [g-k'lav] "ti uccido"        | ვკლავ [v-k'lav] "lo uccido"       |                                      | გკლავთ [g-k'lav-t] "vi uccido"     | ვკლავ [v-k'lav] "li uccido"       |
| II s   | მკლავ [m-k'lav] "mi uccidi"        |                                    | კლავ [k'lav] "lo uccidi"          | გვკლავ [gv-k'lav] "ci uccidi"        |                                    | კლავ [k'lav] "li uccidi"          |
| III s  | მკლავს [m-k'lav-s] "mi uccide"     | გკლავს [g-k'lav-s] "ti uccide"     | კლავს [k'lav-s] "lo uccide"       | გვკლავს [gv-k'lav-s] "ci uccide"     | გკლავთ [g-k'lav-t] "vi uccide"     | კლავს [k'lav-s] "li uccide"       |
| I pl   |                                    | გკლავთ [g-k'lav-t] "ti uccidiamo"  | ვკლავთ [v-k'lav-t] "lo uccidiamo" |                                      | გკლავთ [g-k'lav-t] "vi uccidiamo"  | ვკლავთ [v-k'lav-t] "li uccidiamo" |
| II pl  | მკლავთ [m-k'lav-t] "mi uccidete"   |                                    | კლავთ [k'lav-t] "lo uccidete"     | გვკლავთ [gv-k'lav-t] "ci uccidete"   |                                    | კლავთ [k'lav-t] "li uccidete"     |
| III pl | მკლავენ [m-k'lav-en] "mi uccidono" | გკლავენ [g-k'lav-en] "ti uccidono" | კლავენ [k'lav-en] "lo uccidono"   | გვკლავენ [gv-k'lav-en] "ci uccidono" | გკლავენ [g-k'lav-en] "vi uccidono" | კლავენ [k'lav-en] "li uccidono"   |

Le voci ottenute tramite la costruzione riflessiva sono descritte nella tabella che segue.
|        | Costruzione riflessiva                     | Traduzione     |
| ------ | ------------------------------------------ | -------------- |
| I s    | ჩემს თავს ვკლავ [chems tavs vk'lav]        | "mi uccido"    |
| II s   | შენს თავს კლავ [shens tavs k'lav]          | "ti uccidi"    |
| III s  | თავის თავს კლავს [tavis tavs k'lavs]       | "si uccide"    |
| I pl   | ჩვენს თავს ვკლავთ [chvens tavs vk'lavt]    | "ci uccidiamo" |
| II pl  | თქვენს თავს კლავთ [tkvens tavs k'lavt]     | "vi uccidete"  |
| III pl | თავიანთ თავს კლავენ [taviant tavs k'laven] | "si uccidono"  |

La corrispondente forma relativa del verbo appena illustrato è მოუკლავს [mo=u-k'lav-s] "ucciderà qualcosa a qualcuno". Essa figura ad esempio nell'espressione
გულს მიკლავს (მე)
[guls m-i-k'lav-s (me)]
cuore-DAT egli-uccide-lo-mi-PRES1 (me-DAT)
"Mi spezza il cuore".
Questa seconda forma è quindi trivalente. La marcatura dell'OI ha la precedenza su quella dell'OD ed è realizzata con la serie u- di marcatori.
Il secondo esempio è lo screeve presente del verbo di 4ᵃ classe უყვარს [uq'vars] "ama".
Tale verbo appartiene al sottogruppo dei verbi di 4ᵃ classe transitivi iniziali, che subiscono sia l'inversione che l'inaccusativo. È quindi un verbo bivalente, con argomenti finali SOD e OIS. Ricordando che la concordanza verbale è realizzata sulla base delle relazioni finali, si ha che:
- la marcatura di SOD avviene tramite il gruppo v- con l'ausiliare al presente e desinenza -s alla III persona;
- la marcatura di OIS avviene tramite la serie u- di marcatori.

Le voci ottenute tramite la combinazione dei marcatori sono descritte dalla tabella che segue. Per meglio evidenziare il funzionamento della sintassi, si riporta fra parentesi anche una traduzione con la perifrasi "essere caro", soggetta a una regola di accordo modellata su quella georgiana.
|        | I s                                                      | II s                                                    | III s                                                    | I pl                                                          | II pl                                                     | III pl                                                     |
| ------ | -------------------------------------------------------- | ------------------------------------------------------- | -------------------------------------------------------- | ------------------------------------------------------------- | --------------------------------------------------------- | ---------------------------------------------------------- |
| I s    |                                                          | გიყვარვარ [g-i-q'var-var] ("ti sono caro") "mi ami"     | ვუყვარვარ [v-u-q'var-var] ("gli sono caro") "mi ama"     |                                                               | გიყვარვართ [g-i-q'var-var-t] ("vi sono caro") "mi amate"  | ვუყვარვარ [v-u-q'var-var] ("gli sono caro") "mi amano"     |
| II s   | მიყვარხარ [m-i-q'var-khar] ("mi sei caro") "ti amo"      |                                                         | უყვარხარ [u-q'var-khar] ("gli sei caro") "ti ama"        | გვიყვარხარ [gv-i-q'var-khar] ("ci sei caro") "ti amiamo"      |                                                           | უყვარხარ [u-q'var-khar] ("gli sei caro") "ti amano"        |
| III s  | მიყვარს [m-i-q'var-s] ("mi è caro") "lo amo"             | გიყვარს [g-i-q'var-s] ("ti è caro") "lo ami"            | უყვარს [u-q'var-s] ("gli è caro") "lo ama"               | გვიყვარს [gv-i-q'var-s] ("ci è caro") "lo amiamo"             | გიყვართ [g-i-q'var-t] ("vi è caro") "lo amate"            | უყვართ [u-q'var-t] ("è caro a loro") "lo amano"            |
| I pl   |                                                          | გიყვარვართ [g-i-q'var-var-t] ("ti siamo cari") "ci ami" | ვუყვარვართ [v-u-q'var-var-t] ("gli siamo cari") "ci ama" |                                                               | გიყვარვართ [g-i-q'var-var-t] ("vi siamo cari") "ci amate" | ვუყვარვართ [v-u-q'var-var-t] ("gli siamo cari") "ci amano" |
| II pl  | მიყვარხართ [m-i-q'var-khar-t] ("mi siete cari") "vi amo" |                                                         | უყვარხართ [u-q'var-khar-t] ("gli siete cari") "vi ama"   | გვიყვარხართ [gv-i-q'var-khar-t] ("ci siete cari") "vi amiamo" |                                                           | უყვარხართ [u-q'var-khar-t] ("gli siete cari") "vi amano"   |
| III pl | მიყვარს [m-i-q'var-s] ("mi è caro") "li amo"             | გიყვარს [g-i-q'var-s] ("ti è caro") "li ami"            | უყვარს [u-q'var-s] ("gli è caro") "li ama"               | გვიყვარს [gv-i-q'var-s] ("ci è caro") "li amiamo"             | გიყვართ [g-i-q'var-t] ("vi è caro") "li amate"            | უყვართ [u-q'var-t] ("è caro a loro") "li amano"            |

Tutte le forme in grassetto sono interessate dalla regola sulla concordanza alla III plurale:
- le forme in blu non prendono il morfema plurale -t poiché il nominale alla III plurale (OI finale) è superato in gerarchia da un nominale alla I/II singolare (S finale);
- le forme in rosso non prendono morfema plurale -en (né alcuna alternativa: -an, -nen, -n, -es) poiché il nominale alla III plurale (S finale) non è il primo soggetto a diventare un argomento finale;
- le forme in verde prendono il morfema plurale -t, ma esso marca la pluralità del nominale di I/II persona, non quella del nominale di III persona;
- le forme in nero adempiono a entrambe le condizioni della regola di concordanza.

Le voci ottenute tramite la costruzione riflessiva sono descritte nella tabella che segue. Per la traduzione vale la stessa convenzione della tabella precedente.
|        | Costruzione riflessiva                       | Traduzione                                   |
| ------ | -------------------------------------------- | -------------------------------------------- |
| I s    | ჩემი თავი მიყვარს [chemi tavi miq'vars]      | ("io-stesso mi è caro") "amo me stesso"      |
| II s   | შენი თავი გიყვარს [sheni tavi giq'vars]      | ("tu-stesso ti è caro") "ami te stesso"      |
| III s  | თავისი თავი უყვარს [tavisi tavi uq'vars]     | ("se-stesso gli è caro") "ama se stesso"     |
| I pl   | ჩვენი თავი გვიყვარს [chveni tavi gviq'vars]  | ("noi-stessi ci è caro") "amiamo noi stessi" |
| II pl  | თქვენი თავი გიყვართ [tkveni tavi giq'vart]   | ("voi-stessi vi è caro") "amate voi stessi"  |
| III pl | თავიანთი თავი უყვართ [tavianti tavi uq'vart] | ("se-stessi gli è caro") "amano se stessi"   |

## Classi verbali
La ripartizione dei verbi georgiani nelle quattro classi, descritta nella sezione #Argomenti e sintassi dei casi, è basata sul criterio sintattico dell'uso dei casi o, equivalentemente, su criteri semantici (soggetto attivo/inattivo, verbo che indica azione/emozione etc.).
D'altra parte, ciascuna classe verbale ha un suo specifico modello di coniugazione. La ripartizione in classi si rispecchia quindi anche in delle precise caratteristiche morfologiche e può essere fatta specificando tre parametri:
- il morfema distintivo dei temi del futuro e dell'aoristo rispetto a quello del presente;
- i suffissi di III persona del futuro;
- il suffisso della III pl dell'aoristo.

Il risultato è illustrato nella tabella che segue (la linea indica la posizione della radice o del tema; [Pvb] indica il preverbo).
|           | Tema del futuro/aoristo | Suffissi del futuro | Suffissi del futuro | Suffissi dell'aoristo |
| IIIs      | Tema del futuro/aoristo | IIIpl               | IIIpl               |                       |
| --------- | ----------------------- | ------------------- | ------------------- | --------------------- |
| 1ª classe | [Pvb] ⎯⎯⎯⎯              | ⎯⎯⎯⎯ s              | ⎯⎯⎯⎯ en(/an)        | ⎯⎯⎯⎯ es               |
| 2ª classe | [Pvb] ⎯⎯⎯⎯              | ⎯⎯⎯⎯ a              | ⎯⎯⎯⎯ an             | ⎯⎯⎯⎯ nen              |
| 2ª classe | e ⎯⎯⎯⎯ *                | ⎯⎯⎯⎯ a              | ⎯⎯⎯⎯ an             | ⎯⎯⎯⎯ nen              |
| 3ª classe | i ⎯⎯⎯⎯ (eb)             | ⎯⎯⎯⎯ s              | ⎯⎯⎯⎯ en(/an)        | ⎯⎯⎯⎯ es               |
| 4ª classe | e ⎯⎯⎯⎯                  | ⎯⎯⎯⎯ a              | ⎯⎯⎯⎯ a              | = IIIs                |

* Nei passivi sintetici stativi.
Un verbo che appartiene alla classe {\displaystyle x} per motivi sintattici/semantici appartiene quasi sempre alla classe {\displaystyle x} anche per la sua coniugazione (tranne poche eccezioni, si veda #Verbi ambivalenti).
Come spiegato in precedenza, le classi verbali non racchiudono le singole radici, ma le diverse forme derivazionali ricavate dalle singole radici. Una singola classe verbale comprende varie famiglie di forme, ciascuna dotata di una specifica sfumatura di significato; tali famiglie costituiscono quindi dei tipi derivazionali.
Fra i vari tipi derivazionali si annovera, per ogni classe verbale, quello dei "verbi base". Si tratta di verbi che possono essere considerati primitivi nella catena di derivazioni, che cioè non sono derivati né da altre forme verbali, né da forme nominali (sostantivi, aggettivi etc.).
Quando invece i verbi sono effettivamente derivati da altri verbi, in molti casi si verifica un passaggio di classe; un prospetto sintetico dei principali passaggi di classe è descritto nella tabella che segue.
| →          | 1ª                              | 2ª                                | 3ª                       | 4ª                                 |
| ---------- | ------------------------------- | --------------------------------- | ------------------------ | ---------------------------------- |
| Forme nom. | "rendere..." (denom. causativi) | "diventare..." (denom. incoativi) | "agire come..." (denom.) | "ritenere..." (denom. giudicativi) |
| 1ª classe  | Causativi                       | Passivi sintetici                 |                          | Verbi di involontarietà            |
| 1ª classe  | Causativi                       | Passivi analitici                 |                          | Verbi di involontarietà            |
| 2ª classe  | Causativi                       |                                   |                          |                                    |
| 3ª classe  | Causativi1                      | Incoativi                         |                          | Desiderativi                       |
| 3ª classe  | Causativi1                      | Comitativi                        |                          | Desiderativi                       |
| 3ª classe  | Causativi1                      | Passivi analitici2                |                          | Desiderativi                       |
| 4ª classe  | Causativi                       | Passivi analitici3                |                          | Incoativi                          |
| 4ª classe  | Causativi                       | Passivi analitici3                | Desiderativi             |                                    |

1 Con aggiunta del preverbo a= diventano causativi-incoativi.
2 Solo se transitivi.
3 Solo se transitivi iniziali.
Le sezioni che seguono elencano i tipi derivazionali di ciascuna classe verbale, da un punto di vista esclusivamente morfologico.

### Verbi di 1ª classe
La 1ª classe comprende due tipi derivazionali:
1. Verbi base:
  - trivalenti: მისწერს [mi=s-ts'er-s] "scriverà qcs. a qcn.", მისცემს [mi=s-tsem-s] "darà qcs. a qcn.", აჩუქებს [Ø=a-chuk-eb-s] "regalerà qcs. a qcn.", არჩევს [Ø=a-rchev-s] "preferirà qcs. a qcs." etc.
  - bivalenti:
    - con S e OD: დაწერს [da=ts'er-s] "scriverà qcs.", დაკარგავს [da=k'arg-av-s] "perderà qcs.", გადათარგმნის [gada=targmn-i-s] "tradurrà qcs." etc.
    - con S e OI: დაურეკავს [da=u-rek'-av-s] "telefonerà a qcn.", უყურებს [Ø=u-q'ur-eb-s] "guardarerà qcs./qcn." etc.

  - monovalenti: იძინებს [Ø=i-dzin-eb-s] "dormirà", დაამთქნარებს [da=a-mtknar-eb-s] "sbadiglierà", დაახველებს [da=a-khvel-eb-s] "tossirà" etc.
2. Verbi causativi, ricavati:
  - da forme nominali (denominativi): გაალამაზებს [ga=a-lamaz-eb-s] "abbellirà", ნათელყოფს [natel=q'-op-s][69] "chiarifica" etc.
  - da altri verbi (deverbali): დააწერინებს [da=a-ts'er-in-eb-s] "farà scrivere qcs. a qcn.", აცეკვებს [Ø=a-tsek'v-eb-s] "farà ballare qcn.", ააცეკვებს [a=a-tsek'v-eb-s] "farà cominciare a ballare qcn." etc.

#### Intransitivi
I verbi base bivalenti con S e OI e quelli monovalenti, entrambi poco numerosi, costituiscono gli intransitivi di 1ª classe. Si tratta delle uniche famiglie di verbi di 1ª classe che non hanno OD fra i loro argomenti iniziali.

#### Causativi
I verbi causativi deverbali si formano da verbi di tutte e quattro le classi e comprendono un ampio spettro di significati: "costringere a fare", "far fare", "persuadere a fare", "lasciar fare", "aiutare a fare" etc. A tale formazione si accompagna un cambiamento nelle relazioni fra gli argomenti verbali. Il causativo introduce sempre un nuovo S, "colui che causa":
- se il verbo originario era transitivo, S originario viene declassato a OI e l'eventuale OI originario diventa un fossile, mentre OD resta tale;
- se il verbo originario era intransitivo, S originario viene declassato a OD, mentre l'eventuale OI resta tale.

In altre parole, la regola sulla sintassi dei causativi è propriamente ergativa, nel senso che tratta in un modo S transitivo (→ OI) e in un altro S intransitivo e OD (→ OD). Si tratta di una delle uniche due regole di questo tipo nella grammatica georgiana, assieme a quella sul declassamento a fossile (si veda in fondo a #Due livelli di relazioni grammaticali).
|               | Argomenti   | Argomenti   | Argomenti    | Argomenti    |
| ------------- | ----------- | ----------- | ------------ | ------------ |
| Base trans.   |             | iiii S iiii | iiii OD iiii | iiii OI iiii |
| Causativo     | iiii S iiii | OI          | OD           | FOI          |
|               |             |             |              |              |
| Base intrans. |             | S           | ×            | OI           |
| Causativo     | S           | OD          | ×            | OI           |

Ad esempio, la frase che segue contiene un verbo transitivo:
ზაზამ წიგნი (მე) მომცა
[zazam ts'igni (me) mo=m-ts-a]
"Zaza-ERG libro-NOM (me-DAT) egli-diede-lo-mi-AOR1"
"Zaza mi diede il libro";
introducendo il nuovo soggetto მამა-მისი [mama-misi] "suo padre", la frase causativa diventa
მამა-მისმა ზაზას წიგნი მოაცემინა ჩემთვის
[mama-misma zazas ts'igni mo=a-tsem-in-a chemtvis]
"suo padre-ERG Zaza-DAT libro-NOM egli-fece-dare-lo-gli-AOR1 me-per"
"Suo padre mi fece dare il libro da Zaza",
dove l'uso dei casi e della posposizione -tvis segnalano i ruoli sintattici descritti in precedenza.

### Verbi di 2ª classe
La 2ª classe comprende cinque tipi derivazionali:
1. Verbi base: იქნება [i-kn-eb-a] "sarà", ელოდება [Ø=e-lod-eb-a] "aspetterà qcn./qcs.", მოხდება [mo=khd-eb-a] "succederà" etc.
2. Verbi passivi sintetici:
  - non stativi: დაიწერება [da=i-ts'er-eb-a] "sarà scritto", დაიწყება [da=i-ts'q-eb-a] "inizierà", გაკეთდება [ga=k'et-d-eb-a] "sarà fatto" etc.
  - stativi: ეწერება [e-ts'er-eb-a] "si troverà scritto", ეხატება [e-khat'-eb-a] "si troverà dipinto"
3. Verbi passivi analitici:
  - con ausiliare iq'o: დაწერილი იქნება [dats'erili ikneba] "sarà scritto", დაწყებული იქნება [dats'q'ebuli ikneba] "sarà iniziato", დაკარგული იქნება [dak'arguli ikneba] "sarà perduto" etc.
  - con ausiliare ikna: დაწერილი იქნა [dats'erili ikna] "fu scritto", დაწყებული იქნა [dats'q'ebuli ikna] "fu iniziato" etc.
4. Verbi incoativi, formati:
  - da forme nominali (denominativi): გალამაზდება [ga=lamaz-d-eb-a] "diventerà bello", გამეფდება [ga=mep-d-eb-a] "diventerà re" etc.
  - da altri verbi (deverbali): ათამაშდება [a=tamash-d-eb-a] "inizierà a giocare", ატირდება [a=t'ir-d-eb-a] "scoppierà a piangere" etc.
5. Verbi comitativi: ეთამაშება [e-tamash-eb-a] "giocherà con qcn.", ელაპარაკება [e-lap'arak'-eb-a] "parlerà con qnc." etc.

#### Passivi
I passivi sintetici sono tutti ricavati da verbi di 1ª classe; i passivi analitici, al contrario, possono essere ricavati anche da transitivi di 3ª classe e da transitivi iniziali di 4ª classe.
Complessivamente, i passivi analitici e sintetici costituiscono i quattro passivi del georgiano. Ciascuno di essi ha caratteristiche che lo distinguono lievemente dagli altri, come illustrato nella tabella seguente.
|                    | Analitico (iq'o) | Analitico (ikna) | Stativo | Sintetico   |
| ------------------ | ---------------- | ---------------- | ------- | ----------- |
| Argomenti iniziali | S, OD            | S, OD            | OD      | OD          |
| Aspetto            | Perf             | Perf             | Impf    | Perf/Impf   |
| Statività          | Stativo          | Non stativo      | Stativo | Non stativo |

I passivi analitici si ricavano tramite la costruzione del passivo ed esprimono quindi FS (l'agente) con GEN + mier; al contrario, i passivi sintetici si ricavano tramite l'inaccusativo e sono sempre privi di agente. L'analitico con l'ausiliare ikna si usa quasi solo all'aoristo ed è proprio della lingua scritta.
Un'ulteriore peculiarità dei passivi analitici è che, se nella corrispondente frase con diatesi attiva era presente un OI, questo diventa in molti casi un fossile FOI espresso con GEN + -tvis. Ad esempio,
ვაწლს მისცემს მასწავლებელს
[vashls mi=s-tsem-s masts'avlebels]
mela-DAT egli-darà-lo-gli-PRES1 insegnante-DAT
"Darà la mela all'insegnante"
diventa, al passivo,
ვაშლი მიცემულია მასწავლებლისთვის
[vashli mitsemuli-a masts'avleblistvis]
mela-NOM dato-NOM-egli-è-PRES2 insegnante-per
"La mela è data all'insegnante".
Con alcuni verbi, tuttavia, l'OI iniziale resta obbligatoriamente al DAT, così come era nella frase attiva (ad es. მიაჩვევს [mi=a-chvev-s] "abituare qcn. a qcs." → ჩველუია [chveuli-a] + DAT "viene abituato a qcs."). Per alcuni parlanti il passivo analitico con oggetto indiretto è ammissibile solo con questi ultimi verbi, mentre la costruzione con -tvis è agrammaticale.
Nei passivi sintetici la sfumatura di significato può dipendere dall'animatezza del soggetto. Talvolta uno stesso verbo sarà autenticamente passivo quando il soggetto è inanimato e sarà invece riflessivo quando questo è animato. Ad esempio,
წიგნი დაიმალება
[ts'igni da=i-mal-eb-a]
libro-NOM egli-sarà-nascosto-FUT2
"Il libro verrà nascosto",
contrasta con
ვანო დაიმალება
[vano da=i-mal-eb-a]
Vano-NOM egli-sarà-nascosto-FUT2
"Vano si nasconderà".
In altri casi il passivo sintetico assume connotati potenziali, come "può essere fatto", "è fattibile" e simili. Ad esempio
ფული არც იჭმება, არც ისმება
[puli arts i-ch'm-eb-a, arts i-sm-eb-a]
denaro-NOM né egli-è-mangiato-PRES2, né egli-è-bevuto-PRES2
"Il denaro non si può mangiare né bere/non si mangia né si beve".

#### Incoativi e comitativi
Al contrario dei passivi, gli incoativi deverbali e i comitativi si formano a partire da verbi di 3ª classe.
Nei comitativi il passaggio di classe coincide con un cambiamento nelle relazioni fra gli argomenti verbali: il termine che costituiva il circostanziale comitativo nella frase con il verbo originario di 3ª classe (il "complemento di compagnia", indicato dalla posposizione -tan) viene promosso a OI nella frase con il comitativo di 2ª classe; il verbo assume quindi su di sé la sfumatura semantica che era del circostanziale. Ad esempio, la frase
გელა ქიშპობს ანზორთან
[gela kishp'-ob-s anzortan]
gela-NOM egli-compete-PRES3 Anzor-con
"Gela compete con Anzor"
diventa, con traduzione analoga,
გელა ექიშპება ანზორს
[gela e-kishp'-eb-a anzors]
gela-NOM egli-compete-gli-PRES2 Anzor-DAT.
Il meccanismo è molto simile a quello della versione (in questo caso, una versione comitativa con marca distintiva e-); quest'ultima però non prevede mai il passaggio di classe (si veda la sezione #Versione). Ulteriori peculiarità sintattiche dei comitativi sono descritte sotto in #Inergativi di 2ª classe (comitativi).

### Verbi di 3ª classe
La 3ª classe comprende due tipi derivazionali:
1. Verbi base: თამაშობს [tamash-ob-s] "gioca", ტირის [t'ir-i-s] "piange", ლაპარაკობს [lap'arak'-ob-s] "parla" etc.
2. Verbi denominativi: გმირობს [gmir-ob-s] "si comporta da eroe", მეფობს [mep-ob-s] "regna" etc.

I verbi base di questa classe indicano di solito un certo tipo di attività o di movimento. Comprendono però anche verbi di emissione di luce o di suono e verbi atmosferici (si veda anche la sezione #Inaccusativi di 3ª classe).

### Verbi di 4ª classe
La 4ª classe comprende due tipi derivazionali:
1. Verbi base:
  - bivalenti: უნდა [u-nd-a] "vuole qcs.", უყვარს [u-q'var-s] "ama qcn.", ენატრება [e-nat'r-eb-a] "gli manca qcn." etc.
  - monovalenti: სძინავს [s-dzin-av-s] "dorme", სცივა [s-tziv-a] "ha freddo" etc.
  - con "oggetto al genitivo": ეშინია [e-shin-i-a] "ha paura di qcs.", რცხვენია [rtskhven-i-a] "si vergogna di qcs." etc.
2. Verbi derivati:
  - desiderativi: ეძინება [e-dzin-eb-a] "ha voglia di dormire", "ha sonno", ემღერება [e-mgher-eb-a] "ha voglia di cantare" etc.
  - incoativi: შეუყვარდება [she=u-q'var-d-eb-a] "si innamorerà di qcn.", მოეწადება [mo=e-ts'ad-eb-a] "arriverà a desiderare qcs." etc.
  - giudicativi: ეადვილება [e-advil-eb-a] "gli sembra facile", ესხვაფერება [e-shvaper-eb-a] "gli appare diverso", ეცხელება [e-tskhel-eb-a] "gli sembra che faccia (troppo) caldo" etc.
  - che indicano involontarietà: დაეკარგება [da=e-k'arg-eb-a] "perderà qcs. (senza volerlo)", გაეღიმება [ga=e-ghim-eb-a] "gli scapperà un sorriso" etc.

I verbi di questa classe indicano emozioni, stati d'animo o impressioni; in altre parole, il soggetto iniziale non agisce né subisce, ma esperisce.

#### "Oggetto al genitivo"
In un piccolissimo gruppo di verbi di 4ᵃ classe l'OD iniziale viene espresso, a livello finale, tramite il GEN. Ad esempio, il verbo ეშინია [e-shin-i-a] "ha paura" regge il GEN della cosa temuta; si avrà quindi
მეშინია შენი /ძაღლისა /თვითმფრინავისა
[m-e-shin-i-a sheni /dzaghlisa /tvitmprinavisa]
egli-è-paura-mi-PRES4 te-GEN /cane-GEN /aereo-GEN
"Ho paura di te /del cane /dell'aereo".
Il termine al GEN è, di fatto, un FOD.

#### Verbi derivati
I desiderativi sono ricavati da verbi di 3ᵃ e 4ᵃ classe e denotano un desiderio o un bisogno di eseguire una certa azione. Gli incoativi sono derivati da altri verbi di 4ᵃ classe e indicano un cambiamento di stato laddove il verbo originario indicava uno stato. I giudicativi sono solitamente ricavati da aggettivi e indicano l'opinione del soggetto (iniziale) che l'oggetto (iniziale) abbia la qualità espressa dall'aggettivo. I verbi che denotano l'involontarietà, infine, sono tipicamente ricavati da verbi di 1ᵃ classe, più raramente da verbi di 3ᵃ classe.

### Verbi ambivalenti
Esistoni poche famiglie di verbi che sono ambivalenti rispetto all'assegnazione a una specifica classe verbale. Tali verbi hanno:
- la morfologia (modello di coniugazione) di una classe {\displaystyle x};
- le caratteristiche semantiche di una classe {\displaystyle y};
- la sintassi (uso dei casi) in parte della classe {\displaystyle x} e in parte della classe {\displaystyle y}.

Tutti i verbi ambivalenti appartengono a delle famiglie "chiuse", cioè non ne vengono prodotti di nuovi. Alcuni di essi causano confusione anche ai parlanti nativi e quasi tutti subiscono una regolarizzazione nei dialetti non standard.
Nel seguito sono descritte le tre principali famiglie di verbi ambivalenti.

#### Transitivi di 2ª classe
Un piccolo gruppo di verbi con la morfologia di 2ª classe prendono due oggetti al DAT nella serie I, comportandosi di fatto come transitivi di 1ª classe. Esempi di verbi di questo tipo sono მოუყვება [mo=u-q'v-eb-a] "dirà qcs. a qcn.", შეჰპირდება [she=h-p'ir-d-eb-a] "prometterà qcs. a qcn.", შეეკითხება [she=e-k'itkh-eb-a] "chiederà qcs. a qcn." etc.
Nelle serie II e III la sintassi può restare quella "anomala" di 2ᵃ classe, cioè con due oggetti al DAT, o può diventare quella regolare di 1ᵃ classe (con S all'ERG nella serie II, con inversione nella serie III). Ad esempio, accanto alla frase 
მამა ოჯახს მოთხრობას მოუყვა
[mamaØ ojakhs motkhrobas mo=u-q'v-a]
padre-NOM famiglia-DAT storia-DAT egli-raccontò-gli-AOR2
"Il padre raccontò una storia alla famiglia",
si può trovare anche
მამამ ოჯახს მოთხრობა მოუყვა
[mamam ojakhs motkhrobaØ mo=u-q'v-a]
padre-ERG famiglia-DAT storia-NOM egli-raccontò-gli-AOR2.
D'altra parte, questi verbi si comportano come i transitivi di 1ᵃ classe rispetto alla sintassi del causativo (si veda #Causativi) e a quella delle forme indefinite (il fossile del soggetto è espresso da mier, si veda #Due livelli di relazioni grammaticali) e possono spesso formare dei passivi analitici.

#### Inergativi di 2ª classe (comitativi)
I comitativi, già descritti in precedenza (si veda #Incoativi e comitativi), hanno la morfologia di 2ª classe ma la semantica di 3ª classe - cioè quella dei verbi da cui si formano, che sono inergativi. La sintassi oscilla tra le due.
Nella serie II la grammatica normativa impone che il soggetto vada al NOM, ma è possibile anche che venga espresso all'ERG. Così ad esempio, accanto a
მასწავლებელი დიანას ესაუბრა ქართულად
[masts'avlebeli dianas e-saubr-a kartulad]
insegnante-NOM Diana-DAT egli-conversò-gli-AOR2 Georgiano-AVV
"L'insegnante conversò con Diana in georgiano",
è possibile trovare anche
მასწავლებელმა დიანას ესაუბრა ქართულად
[masts'avlebelma dianas e-saubr-a kartulad]
insegnante-ERG Diana-DAT egli-conversò-gli-AOR2 Georgiano-AVV.
Alcuni parlanti usano l'ERG solo quando la frase contiene anche un OD e il NOM quando non lo contiene.
Nella serie III la sintassi di 2ᵃ classe non è ammessa, cioè non sono accettate forme senza inversione. Si ricorre quindi alle voci invertite del verbo originario di 3ᵃ classe, con il comitativo indicato da una posposizione. Ad esempio si avrà
გელას ულაპარაკია იასთან
[gelas u-lap'arak'-i-a iastan]
Gela-DAT egli-apparentemete-parla-gli-PERF3 Ia-con
"Sembra che Gela abbia parlato con Ia".

#### Inaccusativi di 3ª classe
Un gruppo di verbi che denotano emissione di luce o di suono o movimenti di oggetti inanimati hanno la morfologia di 3ª classe, ma semanticamente sono inaccusativi. Esempi di verbi di questo tipo sono დუღს [dugh-s] "(un liquido) bolle", კაშკაშებს [k'ashk'ash-eb-s] "brilla", წვეთავს [ts'vet-av-s] "gocciola" etc.
Nella serie II avviene l'opposto che nei comitativi: la grammatica normativa impone che il soggetto vada all'ERG, ma è possibile anche che venga espresso al NOM. Così ad esempio, accanto a
მაცივრიდან წყალმა იწვეთა
[matsivridan ts'q'alma i-ts'vet-a]
frigorifero-da acqua-ERG egli-gocciolò-AOR3
"L'acqua gocciolò dal frigorifero",
si trova anche 
მაცივრიდან წყალი იწვეთა
[matsivridan ts'q'ali i-ts'vet-a]
frigorifero-da acqua-NOM egli-gocciolò-AOR3.

## Versione
Tra le costruzioni che cambiano le relazioni fra i costituenti di una frase figura anche la cosiddetta versione. Si tratta di un meccanismo per cui un circostanziale viene promosso a OI e la sfumatura semantica del circostanziale viene incorporata nel verbo (l'interpretazione tradizionale di questo fenomeno, tuttavia, è lievemente diversa; si veda #Analisi tradizionale).
Versione: Circostanziale → OI
Ad esempio, nella frase che segue
გელა შეკერა ახალი შარვალი შენთვის
[gela she=k'er-a akhali sharvali shentvis]
gela-NOM egli-cucì-lo-AOR1 nuovi pantaloni-DAT te-per
"Gela ha cucito dei nuovi pantaloni per te"
l'elemento in grassetto costituisce un circostanziale benefattivo (un "complemento di vantaggio"), come segnalato dalla presenza della posposizione -tvis "per". Lo stesso elemento viene promosso all'OI "a te" nella frase che segue,
გელა შეგიკერა ახალი შარვალი (შენ)
[gela she=g-i-k'er-a akhali sharvali (shen)]
gela-NOM egli-cucì-lo-ti-AOR1 nuovi pantaloni-DAT (te-DAT).
Il pronome personale შენ [shen] "te" viene eliminato poiché non enfatico, ma ne rimane traccia sul verbo tramite il morfema g-. In questo esempio è stata applicata la cosiddetta versione "benefattiva": il verbo ha incorporato la sfumatura del "fare a vantaggio di qualcuno".
Esistono almeno tre tipi di versione: benefattiva, possessiva e superessiva. A livello morfologico, la versione è segnalata sul verbo dall'aggiunta di una particolare vocale tematica, o meglio di una determinata serie di marcatori dell'oggetto. Nel seguito di questa sezione, l'oggetto indiretto prodotto dalla versione è abbreviato come OIV.

### Morfologia della versione

#### Uso delle serie
Come evidenziato dall'esempio precedente, la versione benefattiva promuove a OI un sostantivo seguito dalla posposizione -tvis "per" che abbia significato benefattivo. La concordanza verbale con OIV è realizzata attraverso la serie u-.
Sempre la serie u- è utilizzata nella versione possessiva, che promuove a OI il "possessore", espresso al GEN. Ad esempio la frase
მზია წმენდს დის ფეხსაცმლებს
[mzia ts'mend-s dis pekhsatsmlebs]
mzia-NOM ella-pulisce-lo-PRES1 sorella-GEN scarpe-DAT
"Mzia pulisce le scarpe della sorella"
diventa, con traduzione analoga,
მზია უწმენდს დას ფეხსავმლებს
[mzia u-ts'mend-s das pekhsatsmlebs]
mzia-NOM ella-pulisce-lo-le-PRES1 sorella-DAT scarpe-DAT.
Infine, la versione superessiva promuove a OI la superficie su cui avviene l'azione, espressa dalla posposizione -ze "su"; la concordanza verbale con OIV è realizzata tramite la serie a-. Ad esempio la frase
გელამ სურათი დახატა კედელზე
[gelam surati da=khat'-a k'edelze]
gela-ERG quadro-NOM ella-appese-lo-AOR1 muro-su
"Gela appese il quadro sul muro"
diventa, con traduzione analoga,
გელამ სურათი დაახატა კედელს
[gelam surati da=a-khat'-a k'edels]
gela-ERG quadro-NOM ella-appese-lo-gli-AOR1 muro-DAT.
| Versione:   | Circostanziale            | Vocale preradicale |
| ----------- | ------------------------- | ------------------ |
| Benefattiva | GEN + -tvis (benefattore) | i-/u-              |
| Possessiva  | GEN (possessore)          | i-/u-              |
| Superessiva | GEN + -ze (superficie)    | a-                 |

#### Eliminazione di OIVriflessivo
La versione benefattiva si può applicare anche a circostanziali riflessivi, cioè a termini che si riferiscono al soggetto della frase. Ad esempio, nella proposizione
გელა თავისთვის კერავს ახალ შარვალს
[gela tavistvis k'er-av-s akhal sharvals]
gela-NOM sé-per ella-cuce-lo-PRES1 nuovi pantaloni-DAT
"Gela cuce dei nuovi pantaloni per sé"
l'elemento evidenziato in grassetto è un benefattivo riflessivo.
Quando la versione si applica a un termine riflessivo, quest'ultimo, invece di essere promosso a OI, viene eliminato dalla frase. La versione è segnalata sul verbo dalla presenza della sola vocale tematica i-, mentre sono assenti i marcatori dell'oggetto indiretto, poiché l'OI stesso è assente a livello finale. La frase precedente diventa quindi
გელა იკერავს ახალ შარვალს.
[gela i-k'er-av-s akhal sharvals]
gela-NOM ella-cuce-sé-lo-PRES1 nuovi pantaloni-DAT
(quest'ultima frase si potrebbe anche tradurre come "Gela si cuce dei nuovi pantaloni").
La stessa regola sull'eliminazione dell'OIV riflessivo si applica nella versione possessiva.

#### Versione possessiva applicata al pronome riflessivo
Come spiegato in precedenza, il pronome possessivo è costituito da una perifrasi: aggettivo possessivo seguito da თავი [tavi] "testa". Un uso particolare della versione possessiva avviene quando il pronome possessivo esprime l'OD; in tal caso la versione si può applicare all'aggettivo possessivo che compone il pronome, promuovendolo a un OIV riflessivo e quindi eliminandolo. Il risultato è che il verbo prende la vocale preradicale i- e, al posto del pronome riflessivo, resta solo la componente თავი [tavi].
Ad esempio, nella frase
კლავს თავის თავს
[k'lav-s tavis tavs]
egli-uccide-lo-PRES1 se stesso-DAT
"Si uccide"
la versione possessiva si può applicare sulla componente თავის [tavis] del pronome possessivo. Il risultato è
იკლავს თავს
[i-k'lav-s tavs]
egli-uccide-sé-lo-PRES1 stesso-DAT
con la stessa traduzione.

### Analisi tradizionale
L'analisi tradizionale è diversa da quella presentata in questa sezione. Essa considera la versione primariamente una categoria morfologica del verbo, piuttosto che un meccanismo sintattico, e ne individua quattro tipi:
- neutrale (საარვისო [saarviso] "di nessuno"), se la relazione tra S e OI è neutra;
- soggettiva (სათავისო [sataviso] "per se stessi") se l'azione è a vantaggio di S;
- oggettiva (სასხვისო [saskhviso] "per gli altri") se l'azione è a vantaggio di OI;
- superessiva (საზედაო [sazedao] "per il sopra") se l'OI è la superficie verso cui è rivolta l'azione.

La differenza principale è che l'analisi tradizionale non distingue la sfumatura benefattiva da quella possessiva e non riconosce una regola di eliminazione dell'OIV riflessivo. Essa definisce quindi da un lato una versione soggettiva, in cui il verbo prende la vocale preradicale i- in tutte le persone, e dall'altro una versione oggettiva, in cui il verbo prende i- alla I/II persona e u- alla III (serie u-). Nell'analisi di Harris, la vocale u- viene interpretata come il risultato dell'incontro fra i marcatori dell'OI e la vocale i-, vocale che di per sé è caratteristica delle versioni benefattiva e possessiva (con una regola del tipo h/s/Ø + i = u); nella versione "soggettiva", l'eliminazione di OIV implica l'assenza di OI finale, quindi l'assenza di un marcatore dell'OI di III persona e quindi la mancata trasformazione della vocale i- in u-.

### Manuali
- (EN) Howard I. Aronson, Georgian: A Reading Grammar. Corrected edition, Columbus, Ohio, Slavica Publishers, 1990.
- (EN) Howard I. Aronson e Dodona Kiziria, Georgian: A Continuing Course, Slavica Publishers, 1999.
- (EN) George Hewitt, Georgian: A Learner's Grammar, 2ª ed., Routledge, 2005.
- (EN) Dodona Kiziria, Beginner's Georgian, New York, Hippocrene Books, Inc., 2009.

### Grammatiche
- (DE) Heinz Fähnrich, Kurze Grammatik der georgischen Sprache, Lipsia, VEB Verlag Enzyklopädie Leipzig, 1993.
- (EN) George Hewitt, Georgian: A Structural Reference Grammar, Amsterdam, John Benjamins, 1995.
- Luigi Mantovani, Piccola grammatica georgiana, Urban, 1997.
- (FR) Hans Vogt, Grammaire de la langue géorgienne, Oslo, Universitetsforlaget, 1971.

### Pubblicazioni scientifiche
- (EN) Alice C. Harris, Georgian Syntax: A Study in Relational Grammar, Cambridge University Press, 1981.
- (EN) Dee Ann Holisky, Aspect and Georgian Medial Verbs, Delmar, New York, Caravan Books, 1981.

### Dizionari
- (EN) Donald Rayfield, A Comprehensive Georgian-English Dictionary, Londra, Garnett Press, 2006.